# Il Trono di Spade (serie televisiva)
Il Trono di Spade (Game of Thrones) è una serie televisiva statunitense di genere fantastico ideata da David Benioff e D. B. Weiss, trasmessa dal 17 aprile 2011 al 19 maggio 2019 sul canale via cavo HBO per 73 episodi in otto stagioni. È nata come adattamento televisivo del ciclo di romanzi Cronache del ghiaccio e del fuoco (A Song of Ice and Fire) di George R. R. Martin. Le scene sono state girate nel Regno Unito, Canada, Croazia, Islanda, Malta, Marocco e Spagna.
La serie racconta le avventure di molti personaggi ed è ambientata in un grande mondo immaginario costituito principalmente dal continente Occidentale (Westeros) e da quello Orientale (Essos). Il centro più grande e civilizzato del continente Occidentale è la città capitale Approdo del Re, dove si trova il Trono di Spade dei Sette Regni. La lotta per la conquista del trono porta le più potenti e nobili famiglie del continente a scontrarsi o allearsi tra loro in un contorto gioco di potere, che coinvolge anche l'ultima discendente della dinastia regnante deposta. Gli intrighi politici, economici e religiosi dei nobili lasciano la popolazione nella povertà e nel degrado, mentre il mondo viene minacciato dall'arrivo di un inverno diverso dai precedenti, che risveglia creature leggendarie dimenticate e fa emergere forze oscure e magiche.
Il Trono di Spade ha attirato un numero record di telespettatori su HBO e ha generato un fandom internazionale eccezionalmente ampio e attivo. La serie ha ottenuto vasti consensi da parte della critica, in particolare per la recitazione, i personaggi complessi, la trama, la portata e la qualità della produzione. Tuttavia, la serie ha attirato anche alcune critiche negative per l'uso frequente di nudo e di violenza fisica e sessuale, nonché per alcune scelte narrative dell'ultima stagione. Il Trono di Spade detiene nove record del mondo (tra i quali figurano programma televisivo più piratato e simulcast di un programma televisivo drammatico più ampio) e ha vinto 59 Premi Emmy su 160 nomination totali, diventando la serie televisiva di prima serata più riconosciuta dall'Academy of Television Arts & Sciences.

## Trama

### Prima stagione
Eddard Stark, lord di Grande Inverno, viene incaricato dal suo re e amico, Robert Baratheon, di recarsi ad Approdo del Re per ricoprire la carica di Primo Cavaliere del Re. La guerra fra i Sette Regni è però alle porte a causa degli intrighi e delle mire al Trono di Spade dei membri della nobile Casa Lannister. Jon Snow, figlio illegittimo di Eddard Stark, si arruola invece nei Guardiani della notte e si reca alla Barriera, enorme muro di ghiaccio che separa il mondo degli uomini dalle ostili Terre dell'Eterno Inverno, da cui sta arrivando una minaccia terribile. Nel frattempo, Daenerys Targaryen e il suo crudele fratello maggiore, Viserys, ultimi superstiti della nobile Casa Targaryen regnante prima della rivolta dei Baratheon, cercano di ricostruire il loro antico potere nelle selvagge terre al di là del mare.

### Seconda stagione
La guerra tra le famiglie dei Sette Regni è ormai giunta. Mentre Tyrion Lannister esercita le funzioni di Primo Cavaliere e regge a stento il Trono di Spade, su cui è seduto il folle giovane re Joffrey, succeduto al padre dopo che quest'ultimo ha perso la vita durante una battuta di caccia, altri uomini pretendono di essere regnanti: Robb Stark, che ha radunato i vessilli del Nord; Stannis Baratheon, la cui rigida lucidità è in parte annebbiata da un nuovo culto monoteista; Renly Baratheon, con il supporto delle armate dell'Altopiano; Balon Greyjoy, con le sue navi lunghe. Daenerys Targaryen, la giovane principessa esiliata, sopravvissuta alle fiamme e madre dei draghi, cerca intanto un esercito al di là del mare. Nel frattempo, oltre la Barriera, Jon Snow e i Guardiani della notte si preparano all'impatto con forze oscure e dimenticate.

### Terza stagione
Mentre Jon Snow è tra i Bruti e Daenerys Targaryen cerca di ottenere un esercito nelle terre di Astapor, la situazione ad Approdo del Re cambia: i Tyrell acquistano più potere e cercano di entrare nelle grazie dei potenti Lannister. In viaggio verso nord, Bran Stark vive sogni sempre più realistici e incontra un nuovo amico che lo accompagnerà nel suo viaggio verso la Barriera. Jaime Lannister e Brienne di Tarth continuano la loro marcia verso sud con non poche difficoltà, mentre Tyrion e Cersei Lannister non sono più padroni di loro stessi dall'arrivo del loro padre nella capitale. Arya Stark incontra il sacerdote Thoros di Myr e si unisce alla Fratellanza Senza Vessilli. Rifugiato alla Roccia del Drago, Stannis Baratheon attende un segnale dal Signore della Luce, mentre la Sacerdotessa Rossa è in viaggio alla ricerca del figlio bastardo nelle cui vene scorre il sangue di un Re. Theon Greyjoy è stato rapito da Ramsay Snow, il bastardo di Roose Bolton, un individuo di raro sadismo che lo tormenterà alternando torture, mutilazioni e false speranze. Robb Stark sente il peso della guerra e cerca di dare uno scopo ai suoi uomini, ma intrighi e tradimenti lo aspettano presso coloro che credeva suoi alleati.

### Quarta stagione
La guerra dei cinque Re sembra giungere a un epilogo e i Lannister figurano come vincitori indiscussi. Ad Approdo del Re, il giovane re Joffrey è pronto per sposare Margaery Tyrell, ma viene presto avvelenato; Tyrion si ritrova invischiato in un complotto che rischia di condurlo alla condanna a morte per regicidio, mentre nuove personalità importanti arrivano in città. Sansa Stark lascia finalmente Approdo del Re grazie a Baelish, che la condurrà nella valle di Arryn. Alla Roccia del Drago, Stannis Baratheon cerca di riorganizzare le sue truppe e cerca sostegno nelle Città Libere al di là del mare. Alla Barriera, Jon Snow e i Guardiani della notte si preparano ad affrontare l'esercito di Mance Rayder, sempre più vicino ai confini dei Sette Regni. Bran Stark continua il suo viaggio nelle Terre dell'Eterno Inverno, mentre sua sorella Arya prosegue la sua avventura da ostaggio del Mastino. Brienne di Tarth e Podrick Payne si imbarcano in una missione per conto di Jaime: trovare Sansa. Nel Nord, Theon Greyjoy è sempre più succube del sadico Ramsay Snow, impegnato in una missione per provare il suo valore al padre e venire riconosciuto come un Bolton. A Meereen, Daenerys Targaryen si insedia come regina e governa la Baia degli Schiavisti.

### Quinta stagione
Dopo la morte di Tywin, capofamiglia Lannister, per mano di Tyrion che sfugge alla condanna e salpa per Essos, ad Approdo del Re la Regina Madre Cersei Lannister tenta di mantenere solido il potere della Corona, ora guidata dal giovane Tommen Baratheon, che vede minacciato dall'ingerenza dei Tyrell. Cersei conferisce dunque potere alla figura enigmatica e austera dell'Alto Passero e dal suo ordine di fedeli ai Sette Dei, ma il piano le si ritorcerà contro. Jaime Lannister parte per una pericolosa missione a Dorne, mentre suo fratello Tyrion vaga per il Continente Orientale in cerca di uno scopo, fino a quando non incontrerà Daenerys. Petyr Baelish fa sposare Sansa Stark a Ramsay Bolton per permetterle di tornare a Grande Inverno. Conscio dell'imminente arrivo della Lunga Notte, Jon Snow tenta di fondare un'alleanza con i Bruti, ma le sue decisioni sono poco amate tra i Guardiani della notte. Nel frattempo, Re Stannis Baratheon si prepara alla conquista dei Sette Regni, anche se la sua marcia verso Grande Inverno si rivela piena di ostacoli. Ad aspettarlo nel cuore del Nord vi sono Roose e Ramsay Bolton, decisi a difendere il potere ottenuto con sangue e tradimento. A Meereen, Daenerys Targaryen affronta le conseguenze della sua politica senza il consiglio di ser Jorah Mormont, il quale cerca in tutti i modi di riguadagnare la fiducia della Madre dei Draghi. Arrivata a Braavos, Arya Stark aspira ad acquisire i poteri degli Uomini Senza Volto e diventare un'assassina.

### Sesta stagione
Ad Approdo del Re, la Regina Madre Cersei Lannister e suo fratello Jaime tentano di riunire la famiglia reale, ancora minacciata dal Credo Militante dell'Alto Passero. A Grande Inverno, Ramsay Bolton cerca di convincere le grandi famiglie del Nord ad allearsi con lui, mentre a Braavos Arya Stark prosegue il suo percorso per diventare "nessuno". A Dorne, Ellaria Sand è pronta a prendere le redini del principato con l'aiuto delle Serpi delle Sabbie. Petyr Baelish, ottenuto il completo controllo sul giovane Robin Arryn e l'esercito della Valle, deve riconquistare la fiducia di Sansa Stark. Nelle Terre dei Fiumi, mentre la Fratellanza Senza Vessilli si imbatte in un personaggio dimenticato, continua la guerra fra la Casa Frey e la Casa Tully. Al Castello Nero, Ser Davos Seaworth e Lady Melisandre affrontano le insidie sorte dopo la morte di Jon Snow, mentre oltre la Barriera Bran Stark prosegue il suo allenamento con il Corvo con tre occhi. Theon Greyjoy lascia Sansa nelle mani di Brienne di Tarth per tornare dalla sua famiglia. Ignari del suo stato, i Greyjoy di Pyke continuano ad aspirare alla grandezza. Mentre Daenerys Targaryen è prigioniera di Khal Moro e attende che la fortuna torni dalla sua parte, Tyrion Lannister collabora con Varys per tentare di controllare la città di Meereen.

### Settima stagione
Ad Approdo del Re, dopo essersi liberata da tutti i suoi nemici nella capitale e aver perso anche l'ultimo dei suoi figli, la nuova Regina dei Sette Regni Cersei Lannister – affiancata da suo fratello gemello Jaime, Qyburn e Ser Gregor Clegane – valuta un'alleanza con il nuovo Re delle Isole di Ferro Euron Greyjoy e Casa Tarly. A Grande Inverno, il Re del Nord Jon Snow – consigliato da Sansa Stark e Davos Seaworth – si prepara allo scontro con il Re della Notte e la sua armata di Estranei e non-morti, mentre gli giunge notizia dell'arrivo a Roccia del Drago di Daenerys Targaryen, supportata dagli Immacolati, i Dothraki, Tyrion Lannister, Ellaria Sand, Yara e Theon Greyjoy, Olenna Tyrell, Varys e Melisandre di Asshai. Nel frattempo, Arya Stark – dopo aver sterminato la famiglia Frey – cerca di tornare dalla sua famiglia, mentre Sandor Clegane si dirige al Nord con la Fratellanza Senza Vessilli. Bran Stark – ora diventato il Corvo con tre occhi – giunge finalmente al Castello Nero e viene accolto da Edd Tollett e i Guardiani della notte. A Vecchia Città, Samwell Tarly aiuta Jon Snow inviandogli informazioni preziose sugli Estranei trovate alla Cittadella, dove risiede anche Jorah Mormont, in cerca di una cura per il morbo grigio.

### Ottava stagione
A Grande Inverno, Daenerys Targaryen, Jon Snow, Sansa Stark e i loro alleati si preparano allo scontro con i non-morti comandati dal Re della Notte. Anche Jaime Lannister e Melisandre di Asshai si uniscono all'esercito dei vivi. Ad Approdo del Re, Cersei Lannister arricchisce il suo esercito con le forze della Compagnia Dorata di Braavos, trasportata dalla flotta di Euron Greyjoy.

## Episodi
La serie è stata trasmessa negli Stati Uniti dal 17 aprile 2011 al 19 maggio 2019 sul canale HBO.
In Italia, la serie è andata in onda in prima visione dall'11 novembre 2011 al 27 maggio 2019 sui canali Sky Cinema 1 (stagioni 1-3) e Sky Atlantic (stagioni 4-8). In chiaro, la serie è stata trasmessa dal 2 maggio 2013 al 30 novembre 2020 su Rai 4.
| Stagione         | Episodi | Prima TV USA | Prima TV Italia |
| ---------------- | ------- | ------------ | --------------- |
| Prima stagione   | 10      | 2011         | 2011            |
| Seconda stagione | 10      | 2012         | 2012            |
| Terza stagione   | 10      | 2013         | 2013            |
| Quarta stagione  | 10      | 2014         | 2014            |
| Quinta stagione  | 10      | 2015         | 2015            |
| Sesta stagione   | 10      | 2016         | 2016            |
| Settima stagione | 7       | 2017         | 2017            |
| Ottava stagione  | 6       | 2019         | 2019            |

## Personaggi e interpreti
La serie, così come i romanzi, è interpretata da un cast corale: non v'è dunque un unico protagonista, ma diversi personaggi che interagiscono tra loro allo stesso livello.
I personaggi principali sono per la maggior parte membri di alcune casate nobiliari dei Sette Regni (Seven Kingdoms). La nobile Casa Stark comprende gli uomini del Nord, che proteggono i Sette Regni dalle minacce celate oltre la Barriera, ovvero i Bruti (Wildlings), un pericoloso popolo nordico senza legge, e gli Estranei (Others), leggendari guerrieri non-umani. Della nobile Casa Baratheon fa parte il re sul Trono di Spade, ovvero il sovrano di tutti i Sette Regni. La nobile Casa Lannister è formata da uomini ricchissimi e influenti, imparentati con i Baratheon tramite un matrimonio dinastico. La nobile Casa Targaryen, un tempo regnante, è caduta in rovina dopo che il suo ultimo re sul Trono di Spade è stato spodestato dai Baratheon.
Queste e molte altre casate prestano alternativamente giuramento di fedeltà fra loro tramite matrimoni e compromessi, spesso ricorrendo a tradimenti e omicidi, in una continua lotta per il potere detta "gioco del trono" (Game of Thrones, appunto). Sebbene la serie sia concentrata sui personaggi di famiglia nobile, tra i personaggi principali vi sono anche uomini e donne comuni, come Davos Seaworth, Bronn, Varys, Shae o Missandei, ed esponenti religiosi, come Melisandre di Asshai o l'Alto Passero.

### Personaggi principali
- Eddard Stark (stagione 1), interpretato da Sean Bean, doppiato da Massimo Corvo.
- Robert Baratheon (stagione 1), interpretato da Mark Addy, doppiato da Stefano De Sando.
- Tyrion Lannister (stagioni 1-8), interpretato da Peter Dinklage, doppiato da Gaetano Varcasia (stagioni 1-4) e da Mauro Gravina (stagioni 5-8).
- Jaime Lannister (stagioni 1-8), interpretato da Nikolaj Coster-Waldau, doppiato da Riccardo Rossi.
- Catelyn Tully (stagioni 1-3), interpretata da Michelle Fairley, doppiata da Emanuela Rossi.
- Cersei Lannister (stagioni 1-8), interpretata da Lena Headey, doppiata da Claudia Catani.
- Daenerys Targaryen (stagioni 1-8), interpretata da Emilia Clarke, doppiata da Letizia Ciampa.
- Jorah Mormont (stagioni 1-8), interpretato da Iain Glen, doppiato da Angelo Maggi.
- Petyr Baelish (stagioni 1-7), interpretato da Aidan Gillen, doppiato da Massimo De Ambrosis.
- Viserys Targaryen (stagione 1), interpretato da Harry Lloyd, doppiato da David Chevalier.
- Jon Snow (stagioni 1-8), interpretato da Kit Harington, doppiato da Daniele Giuliani.
- Sansa Stark (stagioni 1-8), interpretata da Sophie Turner, doppiata da Giulia Tarquini.
- Arya Stark (stagioni 1-8), interpretata da Maisie Williams, doppiata da Sara Labidi.
- Robb Stark (stagioni 1-3), interpretato da Richard Madden, doppiato da Edoardo Stoppacciaro.
- Theon Greyjoy (stagioni 1-8), interpretato da Alfie Allen, doppiato da Davide Albano.
- Brandon Stark (stagioni 1-4, 6-8), interpretato da Isaac Hempstead-Wright, doppiato da Tito Marteddu.
- Joffrey Baratheon (stagioni 1-4), interpretato da Jack Gleeson, doppiato da Manuel Meli.
- Sandor Clegane (stagioni 1-4, 6-8), interpretato da Rory McCann, doppiato da Alessandro Messina.
- Khal Drogo (stagioni 1-2), interpretato da Jason Momoa, doppiato da Massimiliano Virgilii.
- Tywin Lannister (stagioni 2-5, ricorrente stagione 1), interpretato da Charles Dance, doppiato da Paolo Buglioni.
- Davos Seaworth (stagioni 2-8), interpretato da Liam Cunningham, doppiato da Rodolfo Bianchi.
- Samwell Tarly (stagioni 2-8, ricorrente stagione 1), interpretato da John Bradley, doppiato da Simone Crisari.
- Stannis Baratheon (stagioni 2-5), interpretato da Stephen Dillane, doppiato da Antonio Sanna.
- Melisandre di Asshai (stagioni 2-8), interpretata da Carice van Houten, doppiata da Cinzia Villari.
- Margaery Tyrell (stagioni 2-6), interpretata da Natalie Dormer, doppiata da Letizia Scifoni.
- Jeor Mormont (stagioni 2-3, ricorrente stagione 1), interpretato da James Cosmo, doppiato da Michele Gammino.
- Bronn (stagioni 2-8, ricorrente stagione 1), interpretato da Jerome Flynn, doppiato da Pasquale Anselmo.
- Varys (stagioni 2-8, ricorrente stagione 1), interpretato da Conleth Hill, doppiato da Simone Mori.
- Shae (stagioni 2-4, ricorrente stagione 1), interpretata da Sibel Kekilli, doppiata da Valentina Mari.
- Talisa Maegyr (stagione 3, ricorrente stagione 2), interpretata da Oona Chaplin, doppiata da Rossella Acerbo.
- Gendry Baratheon, nato bastardo (stagioni 3, 7-8, ricorrente stagioni 1-2), interpretato da Joe Dempsie, doppiato da Sacha De Toni.
- Ygritte (stagioni 3-4, ricorrente stagione 2), interpretata da Rose Leslie, doppiata da Chiara Gioncardi.
- Tormund (stagioni 4-8, ricorrente stagione 3), interpretato da Kristofer Hivju, doppiato da Massimo Lodolo (stagioni 3-4) e da Pino Insegno (stagioni 5-8).
- Gilly (stagioni 4-8, ricorrente stagioni 2-3), interpretata da Hannah Murray, doppiata da Valentina Favazza.
- Brienne di Tarth (stagioni 4-8, ricorrente stagioni 2-3), interpretata da Gwendoline Christie, doppiata da Stella Gasparri.
- Ramsay Bolton, nato Snow (stagioni 4-6, ricorrente stagione 3), interpretato da Iwan Rheon, doppiato da Francesco Pezzulli.
- Ellaria Sand (stagioni 5-7, ricorrente stagione 4), interpretata da Indira Varma, doppiata da Francesca Manicone.
- Daario Naharis (stagioni 5-6, ricorrente stagioni 3-4), interpretato da Ed Skrein (stagione 3) e Michiel Huisman (stagioni 4-6), doppiato da Stefano Crescentini.
- Missandei (stagioni 5-8, ricorrente stagioni 3-4), interpretata da Nathalie Emmanuel, doppiata da Veronica Puccio.
- Tommen Baratheon (stagioni 5-6, ricorrente stagioni 1-2, 4), interpretato da Callum Wharry (stagioni 1-2) e Dean-Charles Chapman (stagioni 4-6), doppiato da Arturo Valli.
- Jaqen H'ghar (stagioni 5-6, ricorrente stagione 2, guest star stagione 1), interpretato da Tom Wlaschiha, doppiato da Guido Di Naccio.
- Roose Bolton (stagioni 5-6, ricorrente stagioni 2-4), interpretato da Michael McElhatton, doppiato da Roberto Pedicini.
- Alto Passero (stagione 6, ricorrente stagione 5), interpretato da Jonathan Pryce, doppiato da Gino La Monica.
- Verme Grigio (stagione 8, ricorrente stagioni 3-7), interpretato da Jacob Anderson, doppiato da Massimo Triggiani.

### Personaggi secondari
- Luwin (stagioni 1-2), interpretato da Donald Sumpter, doppiato da Dante Biagioni.
- Jory Cassel (stagione 1), interpretato da Jamie Sives, doppiato da Roberto Certomà.
- Rodrik Cassel (stagioni 1-2), interpretato da Ron Donachie, doppiato da Angelo Nicotra.
- Benjen Stark (stagioni 1, 6-7), interpretato da Joseph Mawle, doppiato da Christian Iansante.
- Illyrio Mopatis (stagione 1), interpretato da Roger Allam, doppiato da Paolo Marchese.
- Qotho (stagione 1), interpretato da Dar Salim, doppiato da Andrea Lavagnino.
- Ros (stagioni 1-3), interpretata da Esmé Bianco, doppiata da Sabine Cerullo.
- Septa Mordane (stagione 1), interpretata da Susan Brown, doppiata da Paola Giannetti.
- Rickon Stark (stagioni 1-3, 6), interpretato da Art Parkinson, doppiato da Giulio Bartolomei.
- Myrcella Baratheon (stagioni 1-2, 5-6), interpretata da Aimee Richardson (stagioni 1-2) e da Nell Tiger Free (stagioni 5-6), doppiata da Annalisa Franci.
- Hodor, nato Wylis (stagioni 1-4, 6), interpretato da Kristian Nairn, doppiato da Massimiliano Virgilii.
- Doreah (stagioni 1-2), interpretata da Roxanne McKee, doppiata da Joy Saltarelli.
- Irri (stagioni 1-2), interpretata da Amrita Acharia, doppiata da Monica Migliori.
- Ilyn Payne (stagioni 1-2), interpretato da Wilko Johnson.
- Mycah (stagione 1), interpretato da Rhodri Hosking.
- Rast (stagioni 1, 3-4), interpretato da Luke Barnes, doppiato da Carlo Scipioni.
- Alliser Thorne (stagioni 1, 4-6), interpretato da Owen Teale, doppiato da Stefano Mondini.
- Barristan Selmy (stagioni 1, 3-5), interpretato da Ian McElhinney, doppiato da Sandro Iovino (stagioni 1, 3-4) e da Fabrizio Temperini (stagione 5).
- Yoren (stagioni 1-2), interpretato da Francis Magee, doppiato da Saverio Indrio.
- Pycelle (stagioni 1-6), interpretato da Julian Glover, doppiato da Dario Penne.
- Renly Baratheon (stagioni 1-2), interpretato da Gethin Anthony, doppiato da Roberto Gammino.
- Aemon (stagioni 1, 3-5), interpretato da Peter Vaughan, doppiato da Goffredo Matassi.
- Syrio Forel (stagione 1), interpretato da Miltos Yerolemou, doppiato da Vittorio Guerrieri.
- Nan (stagione 1), interpretata da Margaret John, doppiata da Graziella Polesinanti.
- Araldo Reale (stagione 1), interpretato da Robert Sterne, doppiato da Maurizio Reti.
- Grenn (stagioni 1-4), interpretato da Mark Stanley, doppiato da Mirko Mazzanti.
- Pypar (stagioni 1, 3-4), interpretato da Josef Altin, doppiato da Luca Mannocci.
- Rakharo (stagioni 1-2), interpretato da Elyes Gabel, doppiato da Fabrizio De Flaviis.
- Lancel Lannister (stagioni 1-2, 5-6), interpretato da Eugene Simon, doppiato da Mirko Cannella.
- Janos Slynt (stagioni 1-2, 4-5), interpretato da Dominic Carter, doppiato da Carlo Reali.
- Marillion (stagione 1), interpretato da Emun Elliott, doppiato da Gabriele Lopez.
- Gregor Clegane (stagioni 1-2, 4-8), interpretato da Conan Stevens (stagione 1), da Ian Whyte (stagione 2) e da Hafþór Júlíus Björnsson (stagioni 4-8), doppiato da Mario Bombardieri.
- Hugh (stagione 1), interpretato da Jefferson Hall.
- Tobho Mott (stagioni 1-2), interpretato da Andrew Wilde.
- Kurleket (stagione 1), interpretato da Kevin Keenan.
- Willis Wode (stagione 1), interpretato da Ryan McKenna.
- Mhaegen (stagioni 1-2), interpretata da Antonia Christophers.
- Lysa Arryn, nata Tully (stagioni 1, 4), interpretata da Kate Dickie, doppiata da Tiziana Avarista.
- Loras Tyrell (stagioni 1-6), interpretato da Finn Jones, doppiato da Davide Perino.
- Mord (stagione 1), interpretato da Ciaran Bermingham, doppiato da Claudio Fattoretto.
- Robin Arryn (stagioni 1, 4-6, 8), interpretato da Lino Facioli, doppiato da Francesco Ferri.
- Vardis Egen (stagione 1), interpretato da Brendan McCormack, doppiato da Alessandro Budroni.
- Osha (stagioni 1-3, 6), interpretata da Natalia Tena, doppiata da Laura Lenghi.
- Beric Dondarrion (stagioni 1, 3, 6-8), interpretato da David Michael Scott (stagione 1) e da Richard Dormer (stagioni 3, 6-8), doppiato da Francesco Prando.
- Armeca (stagioni 1-2), interpretata da Sahara Knite.
- Othell Yarwyck (stagioni 1, 4-6), interpretato da Brian Fortune, doppiato da Achille D'Aniello.
- Jon Umber il Grande (stagione 1), interpretato da Clive Mantle, doppiato da Saverio Moriones.
- Shagga (stagione 1), interpretato da Mark Lewis Jones, doppiato da Edoardo Siravo.
- Mirri Maz Duur (stagione 1), interpretata da Mia Soteriou, doppiata da Antonella Giannini.
- Kevan Lannister (stagioni 1-2, 5-6), interpretato da Ian Gelder, doppiato da Gianni Giuliano.
- Meryn Trant (stagioni 1-5), interpretato da Ian Beattie, doppiato da Alessandro Ballico.
- Timett (stagioni 1-2), interpretato da Tobias Winter.
- Walder Frey (stagioni 1, 3, 6-7), interpretato da David Bradley, doppiato da Carlo Valli.
- Frittella (stagioni 1-4, 7), interpretato da Ben Hawkey, doppiato da Jacopo Bonanni (stagioni 1-3) e da Stefano Broccoletti (stagione 4).
- Lommy (stagioni 1-2), interpretato da Eros Vlahos.
- Rickard Karstark (stagioni 1-3), interpretato da Steven Blount (stagione 1) e da John Stahl (stagioni 2-3), doppiato da Massimo Gentile (stagione 1) e da Franco Zucca (stagioni 2-3).
- Craster (stagioni 2-3), interpretato da Robert Pugh, doppiato da Gerolamo Alchieri.
- Eddison Tollet (stagioni 2-8), interpretato da Ben Crompton, doppiato da Alberto Caneva.
- Kovarro (stagione 2), interpretato da Steven Cole.
- Matthos Seaworth (stagione 2), interpretato da Kerr Logan, doppiato da Gianfranco Miranda.
- Dontos Hollard (stagioni 2, 4), interpretato da Tony Way, doppiato da Fabrizio Odetto.
- Alton Lannister (stagione 2), interpretato da Karl Davies, doppiato da Niccolò Guidi.
- Daisy (stagione 2), interpretata da Maisie Dee, doppiata da Virginia Brunetti.
- Marei (stagioni 2-8), interpretata da Josephine Gillan.
- Balon Greyjoy (stagioni 2-3, 6), interpretato da Patrick Malahide, doppiato da Antonio Palumbo.
- Rorge (stagioni 2, 4), interpretato da Andy Beckwith, doppiato da Claudio Fattoretto (stagione 2).
- Yara Greyjoy (stagioni 2-4, 6-8), interpretata da Gemma Whelan, doppiata da Perla Liberatori.
- Salladhor Saan (stagioni 2-4), interpretato da Lucian Msamati, doppiato da Roberto Draghetti.
- Mordente (stagioni 2, 4), interpretato da Gerard Jordan.
- Podrick Payne (stagioni 2-8), interpretato da Daniel Portman, doppiato da Raffaele Carpentieri.
- Amory Lorch (stagione 2), interpretato da Fintan McKeown, doppiato da Maurizio Reti.
- Messer Sottile (stagione 2), interpretato da Anthony Morris, doppiato da Andrea Lavagnino.
- Polliver (stagioni 2, 4), interpretato da Andy Kellegher, doppiato da Sandro Acerbo.
- Re delle Spezie (stagione 2), interpretato da Nicholas Blane, doppiato da Paolo Lombardi.
- Xaro Xhoan Daxos (stagione 2), interpretato da Nonso Anozie, doppiato da Massimo Bitossi.
- Pyat Pree (stagione 2), interpretato da Ian Hanmore, doppiato da Ambrogio Colombo.
- Hallyne (stagione 2), interpretato da Roy Dotrice, doppiato da Sergio Graziani.
- Qhorin il Monco (stagione 2), interpretato da Simon Armstrong, doppiato da Diego Reggente.
- Dagmer (stagione 2), interpretato da Ralph Ineson, doppiato da Alberto Angrisano.
- Lorren il Nero (stagione 2), interpretato da Forbes KB, doppiato da Alessandro Rossi.
- Quaithe (stagione 2), interpretata da Laura Pradelska, doppiata da Laura Amadei.
- Bernadette (stagioni 2-4, 6-7), interpretata da Sara Dylan.
- Lord delle Ossa (stagioni 2-3, 5), interpretato da Edward Dogliani (stagioni 2-3) e Ross O'Hennessy (stagione 5), doppiato da Alessandro Budroni.
- Mance Rayder (stagioni 3-5), interpretato da Ciarán Hinds, doppiato da Mario Cordova.
- Qyburn (stagioni 3-8), interpretato da Anton Lesser, doppiato da Sergio Lucchetti.
- Kraznys mo Nakloz (stagione 3), interpretato da Dan Hildebrand.
- Olenna Tyrell, nata Redwyne (stagioni 3-7), interpretata da Diana Rigg, doppiata da Rita Savagnone.
- Orell (stagione 3), interpretato da Mackenzie Crook, doppiato da Andrea Lavagnino.
- Thoros di Myr (stagioni 3, 6-7), interpretato da Paul Kaye, doppiato da Alessio Cigliano.
- Locke (stagioni 3-4), interpretato da Noah Taylor, doppiato da Oreste Baldini.
- Jojen Reed (stagioni 3-4), interpretato da Thomas Brodie-Sangster, doppiato da Gabriele Patriarca.
- Meera Reed (stagioni 3-4, 6-7), interpretata da Ellie Kendrick, doppiata da Virginia Brunetti.
- Anguy (stagione 3), interpretato da Philip McGinley, doppiato da Fabrizio Dolce.
- Brynden Tully (stagioni 3, 6), interpretato da Clive Russell, doppiato da Ennio Coltorti.
- Edmure Tully (stagioni 3, 6, 8), interpretato da Tobias Menzies, doppiato da Vittorio De Angelis (stagione 3) e da Jacopo Venturiero (stagione 6, 8).
- Karl Tanner (stagioni 3-4), interpretato da Burn Gorman, doppiato da Gabriele Tacchi.
- Greizhen mo Ullhor (stagioni 3), interpretato da Clifford Barry.
- Kayla (stagioni 3-4), interpretata da Pixie Le Knot.
- Martyn Lannister (stagione 3), interpretato da Dean-Charles Chapman, doppiato da Federico Bebi.
- Willem Lannister (stagione 3), interpretato da Timothy Gibbons.
- Samwell (stagioni 3-8), interpretato da Willian Nevan e James Robert Wilson (stagioni 6-7) e da Logan e Finn Watson (stagione 8).
- Selyse Baratheon, nata Florent (stagioni 3-5), interpretata da Tara Fitzgerald, doppiata da Franca D'Amato.
- Shireen Baratheon (stagioni 3-5), interpretata da Kerry Ingram, doppiata da Chiara Fabiano.
- Olyvar (stagioni 3-5), interpretato da Will Tudor, doppiato da Stefano Sperduti.
- Lothar Frey (stagioni 3, 6), interpretato da Tom Brooke (stagione 3) e Daniel Tuite (stagione 6), doppiato da Enrico Pallini.
- Walder Rivers (stagioni 3, 6), interpretato da Tim Plester, doppiato da Leonardo Graziano.
- Razdal mo Eraz (stagioni 3, 6), interpretato da George Georgiou, doppiato da Alessandro Rigotti (stagione 3).
- Myranda (stagioni 3-6), interpretata da Charlotte Hope, doppiata da Elisa Carucci.
- Alto Septon[5] (stagioni 3-5), interpretato da Paul Bentley, doppiato da Emidio La Vella (stagioni 3-5).
- Oberyn Martell (stagione 4), interpretato da Pedro Pascal, doppiato da Fabio Boccanera.
- Styr (stagione 4), interpretato da Jurij Kolokol'nikov, doppiato da Danilo Di Martino.
- Metamorfo dei Thenn (stagione 4), interpretato da Joseph Gatt.
- Mace Tyrell (stagioni 4-6), interpretato da Roger Ashton-Griffiths, doppiato da Oliviero Dinelli.
- Walda Bolton, nata Frey (stagioni 4-6), interpretata da Elizabeth Webster, doppiata da Benedetta Ponticelli.
- Hizdahr zo Loraq (stagioni 4-5), interpretato da Joel Fry, doppiato da Riccardo Niseem Onorato.
- Olly (stagioni 4-6), interpretato da Brenock O'Connor, doppiato da Gabriele Caprio.
- Mossador (stagioni 4-5), interpretato da Reece Noi, doppiato da Alessio Puccio.
- Morag (stagione 4), interpretata da Deirdre Monaghan.
- Sissy (stagione 4), interpretata da Jane McGrath.
- Tycho Nestoris (stagioni 4-5, 7), interpretato da Mark Gatiss, doppiato da Marco Mete (stagioni 4, 7) e da Raffaele Palmieri (stagione 5).
- Lhara (stagioni 4-5), interpretata da Sarine Sofair.
- Yohn Royce (stagioni 4-8), interpretato da Rupert Vansittart, doppiato da Ugo Maria Morosi.
- Donnel Waynwood (stagione 4), interpretato da Alisdair Simpson.
- Brynden Rivers, Corvo con Tre Occhi (stagioni 4, 6), interpretato da Struan Rodger (stagione 4) e Max von Sydow (stagione 6), doppiato da Renato Cortesi.
- Ternesio Terys (stagioni 4-5), interpretato da Gary Oliver.
- Vala (stagioni 5-6), interpretata da Meena Rayann, doppiata da Alessia Rubini.
- Bowen Marsh (stagioni 5-6), interpretato da Michael Condron.
- Areo Hotah (stagioni 5-6), interpretato da DeObia Oparei.
- Doran Martell (stagioni 5-6), interpretato da Alexander Siddig, doppiato da Simone D'Andrea.
- Trystane Martell (stagioni 5-6), interpretato da Toby Sebastian, doppiato da Furio Pergolani.
- Lollys Stokeworth (stagione 5), interpretata da Elizabeth Cadwallader, doppiata da Daniela Calò.
- L'Orfana (stagioni 5-6), interpretata da Faye Marsay, doppiata da Francesca Teresi.
- Obara Sand (stagioni 5-7), interpretata da Keisha Castle-Hughes, doppiata da Gemma Donati.
- Tyene Sand (stagioni 5-7), interpretata da Rosabell Laurenti Sellers, doppiata da Joy Saltarelli.
- Nymeria Sand (stagioni 5-7), interpretata da Jessica Henwick, doppiata da Gaia Bolognesi.
- Malko (stagione 5), interpretato da Adewale Akinnuoye-Agbaje, doppiato da Giorgio Locuratolo.
- Ghita (stagione 5), interpretata da Hattie Gotobed.
- Yezzan zo Qaggaz (stagioni 5-6), interpretato da Enzo Cilenti, doppiato da Andrea Lavagnino.
- Septa Unella (stagioni 5-6), interpretata da Hannah Waddingham, doppiata da Daniela Cavallini.
- Loboda (stagione 5), interpretato da Zachary Baharov, doppiato da Pierluigi Astore.
- Dim Dalba (stagioni 5-6), interpretato da Murray McArthur, doppiato da Vladimiro Conti.
- Johnna (stagione 5), interpretata da Ali Lyons.
- Willa (stagione 5), interpretata da Karla Lyons.
- Khal Moro (stagione 6), interpretato da Joe Naufahu.
- Aggo (stagione 6), interpretato da Chuku Modu.
- Qhono (stagioni 6-8), interpretato da Staz Nair.
- Zanrush (stagione 6), interpretato da Gerald Lepkowski.
- Maestro Wolkan (stagioni 6-8), interpretato da Richard Rycroft, doppiato da Mauro Magliozzi.
- Euron Greyjoy (stagioni 6-8), interpretato da Pilou Asbæk, doppiato da Stefano Alessandroni.
- Aeron Greyjoy (stagione 6), interpretato da Michael Feast.
- Harald Karstark (stagione 6), interpretato da Paul Rattray.
- Jon Umber il Piccolo (stagione 6), interpretato da Dean Jagger, doppiato da Massimiliano Virgilii.
- Alta Sacerdotessa del Dosh Khaleen (stagione 6), interpretata da Souad Faress.
- Ornela (stagione 6), interpretata da Hannah John-Kamen.
- Belicho Paenymion (stagione 6), interpretato da Eddie Jackson.
- Izembaro (stagione 6), interpretato da Richard E. Grant, doppiato da Massimo Lopez.
- Lady Crane (stagione 6), interpretata da Essie Davis, doppiata da Alessandra Korompay.
- Camello (stagione 6), interpretato da Kevin Eldon, doppiato da Pino Ammendola.
- Bobono (stagione 6), interpretato da Leigh Gill, doppiato da Roberto Stocchi.
- Bianca (stagione 6), interpretata da Eline Powell, doppiata da Elisa Angeli.
- Clarenzo (stagione 6), interpretato da Rob Callender.
- Randyll Tarly (stagioni 6-7), interpretato da James Faulkner, doppiato da Edoardo Siravo.
- Dickon Tarly (stagioni 6-7), interpretato da Freddie Stroma (stagione 6) e Tom Hopper (stagione 7), doppiato da Emanuele Ruzza (stagione 6) e da Matteo Liofredi (stagione 7).
- Kitty Frey (stagione 6-7), interpretata da Lucy Hayes.
- Lem (stagione 6), interpretato da Jóhannes Haukur Jóhannesson, doppiato da Dodo Versino.
- Robett Glover (stagioni 6-7), interpretato da Tim McInnerny, doppiato da Dario Oppido.
- Gatins (stagione 6), interpretato da Ricky Champ.
- Morgan (stagione 6), interpretato da Ian Davies.
- Lyanna Mormont (stagioni 6-8), interpretata da Bella Ramsey, doppiata da Arianna Vignoli.
- Cley Cerwyn (stagione 6), interpretato da Tom Varey.
- Arcimaestro Ebrose (stagione 7), interpretato da Jim Broadbent, doppiato da Luciano De Ambrosis.
- Alys Karstark (stagioni 7-8), interpretata da Megan Parkinson.
- Ned Umber (stagioni 7-8), interpretato da Harry Grasby, doppiato da Lorenzo Spadorcia.
- Harrag (stagione 7), interpretato da Brendan Cowell.
- Harry Strickland (stagione 8), interpretato da Marc Rissmann, doppiato da Marco Vivio.
- Fergus (stagione 8), interpretato da Seamus O'Hara.
- Teela (stagione 8), interpretata da Bea Glancy.
- Martha (stagione 8), interpretata da Bronte Carmichael.

### Personaggi del passato
Segue una lista dei personaggi apparsi nei flashback o nelle visioni del passato.
- Maggy (stagione 5), interpretata da Jodhi May, doppiata da Paola Majano.
- Cersei Lannister da bambina (stagione 5), interpretata da Nell Williams, doppiata da Monica Vulcano.
- Melara Hetherspoon (stagione 5), interpretata da Isabella Steinbarth, doppiata da Emanuela Ionica.
- Nan da giovane (stagione 6), interpretata da Annette Tierney.
- Wylis (stagione 6), interpretato da Sam Coleman, doppiato da Gabriele Patriarca.
- Rodrik Cassel da giovane (stagione 6), interpretato da Fergus Leathem.
- Eddard Stark da bambino (stagione 6), interpretato da Sebastian Croft.
- Lyanna Stark da bambina (stagione 6), interpretata da Cordelia Hill.
- Benjen Stark da bambino (stagione 6), interpretato da Matteo Elezi.
- Eddard Stark da giovane (stagioni 6-7), interpretato da Robert Aramayo, doppiato da Flavio Aquilone.
- Arthur Dayne (stagione 6), interpretato da Luke Roberts, doppiato da Alessandro Budroni.
- Gerold Hightower (stagione 6), interpretato da Eddie Eyre.
- Howland Reed (stagione 6), interpretato da Leo Woodruff.
- Aerys II Targaryen (stagione 6), interpretato da David Rintoul.
- Lyanna Stark (stagioni 6-7), interpretata da Aisling Franciosi, doppiata da Giulia Franceschetti.
- Rhaegar Targaryen (stagione 7), interpretato da Wilf Scolding.

### Creature

#### Metalupi
I meta-lupi dei figli di Eddard Stark vengono interpretati nella prima stagione da cani di aspetto lupino (vista l'impossibilità di utilizzare lupi sul set). Per i cuccioli sono stati utilizzati alcuni Siberian husky, dati in adozione alla fine delle riprese; per gli adulti sono stati usati dei Northern Inuit, addestrati per dodici settimane. A partire dalla seconda stagione i meta-lupi (ormai cresciuti e giganteschi) sono realizzati in CGI; si usano inoltre lupi veri per alcune scene.
- Spettro (stagioni 1-6, 8), il meta-lupo di Jon Snow, dalla pelliccia bianca e letali occhi rossi. Il suo nome si deve al fatto che non emette mai alcun suono e alla particolare colorazione del suo pelo.
- Vento Grigio (stagioni 1-3), il meta-lupo di Robb Stark, dalla pelliccia grigia e occhi gialli. Viene ucciso da alcuni soldati dei Frey durante le Nozze Rosse.
- Lady (stagione 1), la meta-lupa di Sansa Stark, dalla pelliccia bianca e grigia e occhi dorati. Viene uccisa da Eddard Stark per ordine di Robert Baratheon.
- Nymeria (stagioni 1, 7), la meta-lupa di Arya Stark, dalla pelliccia bianca e grigia e occhi marroni. Dispersa dopo aver morso il Principe Joffrey Baratheon e poi riapparsa durante il viaggio di Arya verso Grande Inverno.
- Estate (stagioni 1-4, 6), il meta-lupo di Bran Stark, dalla pelliccia bianca e arancione e occhi marroni chiari. Viene ucciso da alcuni Estranei durante l'attacco nella grotta del Corvo con Tre Occhi.
- Cagnaccio (stagioni 1-3, 6), il meta-lupo di Rickon Stark, dalla pelliccia nera e occhi ambrati. Viene ucciso da Lord Smalljon Umber come giuramento di fedeltà a Ramsay Bolton.

#### Draghi
I draghi di Daenerys Targaryen sono realizzati interamente in CGI. Per la realizzazione delle scene che includono un'interazione con essi, vengono usati degli oggetti in chroma key.
- Drogon (stagioni 1-8), ha scaglie color nero e rosso e ali rosso-nere. Il suo nome è un omaggio a Khal Drogo, marito di Daenerys. È il drago più possente, cavalcato dalla Madre dei Draghi.
- Rhaegal (stagioni 1-8), ha scaglie color verde e bronzo e ali giallo-arancio. Il suo nome è un omaggio al principe Rhaegar Targaryen, fratello maggiore di Daenerys. Viene ucciso da Euron Greyjoy.
- Viserion (stagioni 1-8), ha scaglie color crema e oro e ali rosso-arancio. Il suo nome è un omaggio al principe Viserys Targaryen, fratello maggiore di Daenerys. Viene ucciso dal Re della Notte con una lancia di ghiaccio e poi riportato in vita come non-morto, rendendolo parte del suo esercito. Da non-morto i suoi occhi e il suo fuoco sono blu.

#### Estranei
Gli Estranei che appaiono nella serie sono interpretati da attori truccati con un dettagliato make-up prostetico che viene integrato ad alcuni effetti digitali. Essi vengono interpretati da Ian Whyte (episodi 1x01 e 2x02), Spencer Wilding (episodio 1x01), Ross Mullan (episodi 2x10, 3x08 e 4x04) e Tim Loane (episodio 5x08). Gli Estranei che compaiono nella sesta, nella settima e nell'ottava stagione sono interpretati da vari stuntmen.
- Re della Notte (stagioni 4-8), interpretato da Richard Brake (stagioni 4-5) e Vladimir Furdik (stagioni 6-8). È il primo e il più potente Estraneo creato dai Figli della Foresta. Oltre all'abilità condivisa da tutti gli Estranei di risvegliare i cadaveri in non-morti, è capace di trasformare gli infanti in nuovi Estranei.

#### Giganti
I Giganti che appaiono nella serie sono interpretati da attori truccati con un dettagliato make-up prostetico che viene integrato ad alcuni effetti digitali. Le loro dimensioni richiedono che le sequenze in cui appaiono vengano girate in studio su sfondo verde per poi essere integrate digitalmente con le sequenze madre.
- Dongo (stagioni 3-4), interpretato da Ian Whyte. Un gigante nell'esercito di Mance Rayder, caduto durante la battaglia alla Barriera.
- Mag Mar Tun Doh Weg (stagione 4), interpretato da Neil Fingleton. Un gigante nell'esercito di Mance Rayder, considerato da quest'ultimo il re della loro razza, caduto durante la battaglia alla Barriera.
- Wun Weg Wun Dar Wun (stagioni 5-6), interpretato da Ian Whyte. Un gigante di Aspra Dimora, accolto insieme ai bruti nelle terre a sud della Barriera da Jon Snow, caduto nella Battaglia dei Bastardi di Grande Inverno.

Whyte e Fingleton interpretano anche i giganti non-morti che appaiono negli episodi Roccia del Drago e Il drago e il lupo. Whyte interpreta il gigante non-morto nell'episodio La Lunga Notte.

#### Figli della Foresta
I Figli della Foresta sono anch'essi interpretati da attori truccati con un dettagliato make-up prostetico.
- Foglia (stagioni 4, 6), interpretata da Octavia Selena Alexandru (stagione 4) e Kae Alexander (stagione 6), una degli ultimi Figli della Foresta rimasti dopo la creazione degli estranei. Viene uccisa dai non-morti insieme agli ultimi Figli della Foresta nella grotta del Corvo con Tre Occhi.

### Camei
Durante la produzione della prima stagione, lo scrittore George R. R. Martin ha girato in alcune scene in Marocco, ma esse non sono state presentate. Martin intendeva comparire nella seconda stagione, ma il cameo non è stato girato. Il batterista Will Champion, membro dei Coldplay, appare nella terza stagione nel ruolo di un suonatore di tamburo. Il gruppo musicale islandese Sigur Rós appare nella quarta stagione. La band islandese Of Monsters and Men appare nella sesta stagione. Il cantautore inglese Ed Sheeran e il giocatore di baseball statunitense Noah Syndergaard compaiono nella settima stagione. Rob McElhenney, Martin Starr, Dave Hill, Chris Stapleton, David Benioff e D. B. Weiss appaiono nell'ottava stagione.

## Produzione

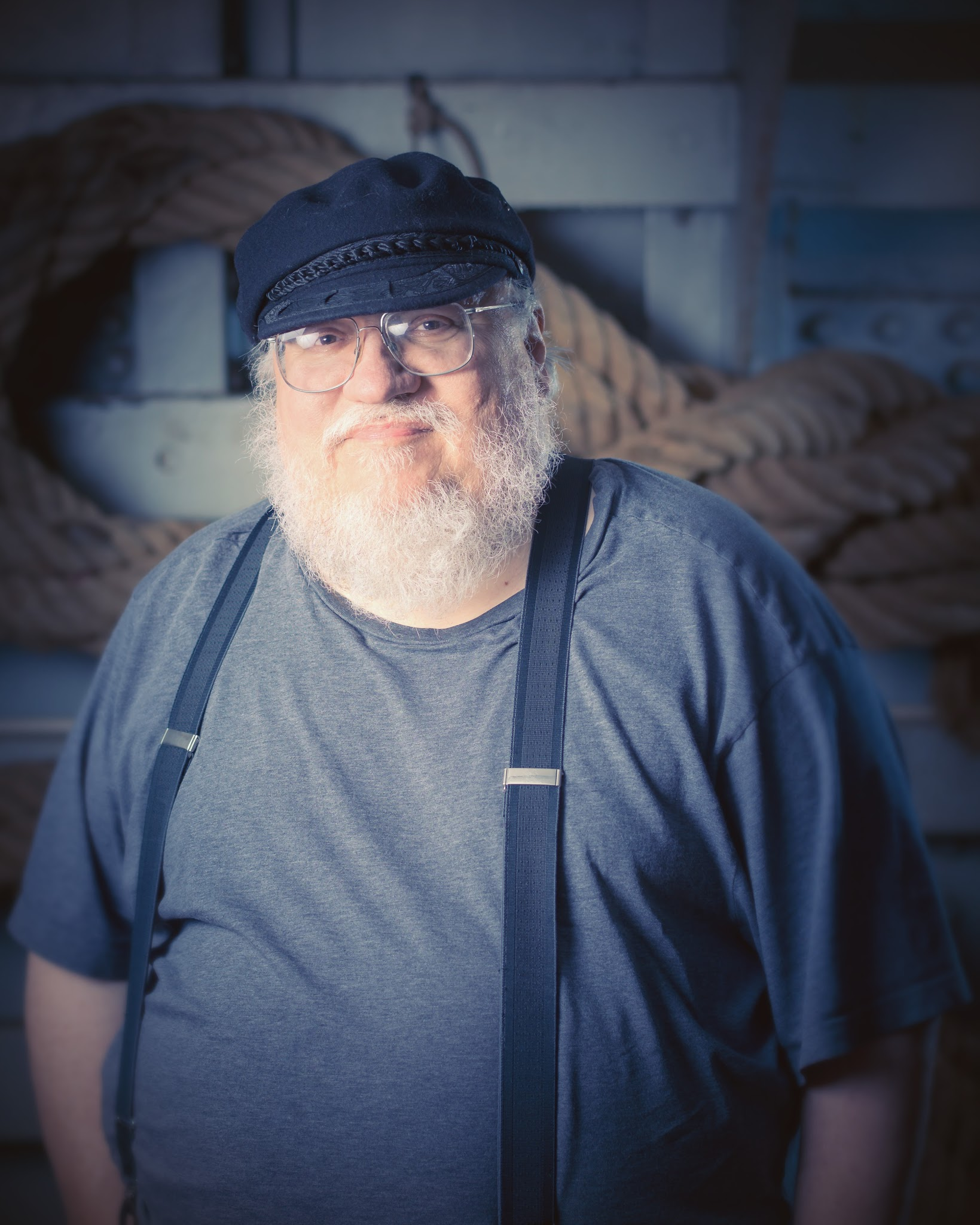
George R. R. Martin, autore delle Cronache del ghiaccio e del fuoco e co-produttore esecutivo della serie.

### Concezione e sviluppo
Lo scrittore George R. R. Martin, autore della serie di romanzi Cronache del ghiaccio e del fuoco, aveva ricevuto diverse proposte di adattamenti cinematografici della sua opera, ma aveva sempre rifiutato, dal momento che un film non sarebbe bastato per contenere la trama; un altro problema sarebbero state le numerose scene di sesso e violenza, difficilmente ammesse sul mercato cinematografico. Inoltre Martin fece ben capire di non essere soddisfatto dei lavori cinematografici basati su fantasy e prodotti in quegli anni, tanto che ebbe a dire che avrebbe preferito "girare le scene con una Nilox piuttosto che vedere i miei personaggi parlare come damerini".
Gli showrunner David Benioff e D. B. Weiss si avvicinarono all'idea di adattare i romanzi di Martin nel 2006, dopo che Benioff lesse il primo romanzo della saga, Il gioco del trono. Benioff chiamò dunque Weiss, condividendo il suo entusiasmo e portando il collega a leggere quel libro lungo un migliaio di pagine in "quasi 36 ore". I due sceneggiatori presentarono il progetto alla rete televisiva via cavo HBO e convinsero Martin nel corso di un incontro in un ristorante sulla Santa Monica Boulevard durato cinque ore. Benioff affermò che guadagnarono la fiducia dell'autore con la loro risposta alla domanda: "Chi è la madre di Jon Snow?".
Il 16 gennaio 2007 il settimanale Variety segnalò l'acquisto da parte dell'emittente televisiva statunitense HBO dei diritti per un adattamento della saga sul piccolo schermo. Scritta e prodotta da Benioff e Weiss, la serie venne concepita in modo da coprire un romanzo per stagione; George R. R. Martin venne coinvolto come co-produttore esecutivo e sceneggiatore di un episodio per ciascuna stagione (eccetto per la quinta e la sesta). Nel giugno 2008 Martin affermò sul suo blog che la seconda stesura del copione era terminata, ma che HBO non aveva ancora deciso quale sarebbe stato il destino della serie. Nel novembre 2008 il blog di Martin riportò che HBO aveva commissionato la realizzazione di un episodio pilota e nel luglio 2009 l'emittente annunciò i primi nomi del cast. Nel marzo 2010 HBO ordinò altri nove episodi della serie TV, poiché l'episodio pilota convinse la rete a produrre l'intera prima stagione. Nel dicembre 2010 terminarono le riprese della prima stagione e iniziò la post-produzione, per il montaggio e l'aggiunta del sonoro e degli effetti speciali. Il debutto venne fissato per il 17 aprile 2011.
Da un'intervista del 2011 a Michael Lombardo, presidente della divisione entertainment di HBO, emerse che il piano iniziale dell'emittente era di continuare a produrre la serie televisiva finché George R. R. Martin avesse continuato a scrivere i romanzi, producendo una stagione di dieci episodi per ogni volume della saga. Tuttavia, a partire dalla terza stagione, la trasposizione dei romanzi iniziò a risultare meno schematica: il terzo volume della saga venne adattato in due intere stagioni e integrato con parti del quarto e del quinto, i quali vennero adattati nella quinta stagione. A partire dalla sesta stagione, a causa della mancata pubblicazione per tempo dei romanzi successivi al quinto, la serie iniziò a introdurre sempre più elementi inediti e originali, mantenendo però alcuni dettagli della trama dei romanzi comunicati ai creatori da Martin stesso.

### Costi
L'episodio pilota costò alla produzione tra i 5 e 10 milioni di dollari, mentre il budget totale della prima stagione venne stimato intorno ai 60 milioni. La Northen Ireland Screen inviò dei finanziamenti per la produzione, confermandoli anche per la seconda stagione. Per la produzione di quest'ultima, la serie ottenne un aumento del budget del 15% per permettere una realizzazione curata della più importante battaglia della "Guerra dei Cinque Re". Il budget dell'episodio L'assedio venne incrementato a 8 milioni di dollari, mentre il budget medio per episodio si aggira attorno ai 6 milioni. Ogni episodio della serie costa dalle due alle tre volte di più di un episodio generico di un'altra serie broadcast o via cavo (si consideri il costo di 3 milioni di dollari a episodio per la serie televisiva Breaking Bad o quello di 2 milioni a episodio per The Big Bang Theory). La produzione della sesta stagione ebbe un costo totale stimato di 100 milioni di dollari. Con una media di 10 milioni di dollari a episodio, la stagione ha raggiunto i costi della serie televisiva Roma (Rome), ritenuta una delle serie televisive più costose di sempre.

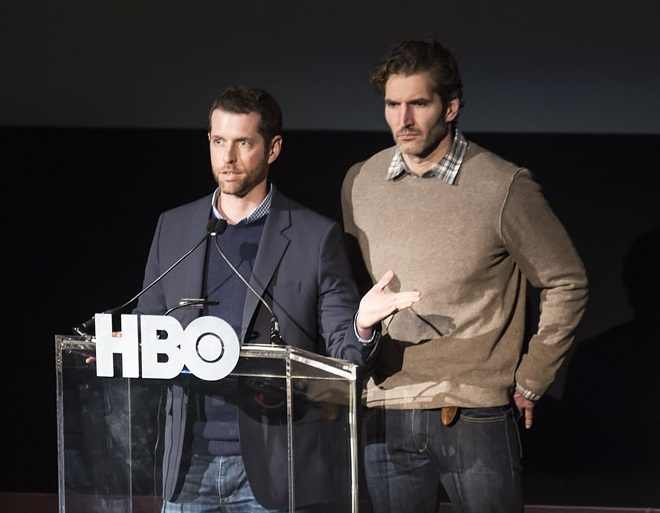
Gli ideatori, sceneggiatori e produttori esecutivi della serie D. B. Weiss e David Benioff.

### Sceneggiatura
La sceneggiatura venne curata principalmente dagli ideatori della serie, David Benioff e D. B. Weiss. Altri sceneggiatori furono: Bryan Cogman (episodi 1x04, 2x03, 3x05, 4x04, 4x06, 5x05, 5x06, 6x06, 6x07, 7x02 e 8x02), Jane Espenson (episodio 1x06), George R. R. Martin (episodi 1x08, 2x09, 3x07 e 4x02), Vanessa Taylor (episodi 2x04, 2x06 e 3x02) e Dave Hill (episodi 5x04, 6x02, 7x05 e 8x01).
Ad agosto 2013, in un'intervista al programma televisivo The Writers' Room, Benioff e Weiss raccontarono la loro esperienza da sceneggiatori. I due produttori dichiararono che all'inizio fu difficile per loro lavorare ad una produzione televisiva così estesa come quella de Il Trono di Spade e che furono molti i problemi da affrontare nelle prime stagioni. Benioff dichiarò che dopo aver provato invano a scrivere il copione di un episodio insieme, i due decisero di dividersi il lavoro, scrivendo ognuno metà episodio. L'episodio pilota venne girato più volte a causa degli innumerevoli problemi della versione originale e la versione definitiva venne approvata da HBO dopo anni di lavoro. Durante la produzione della prima stagione, inoltre, la durata degli episodi risultò in un primo momento troppo corta, e i due sceneggiatori dovettero scrivere alcune scene aggiuntive. Affrontando la questione delle critiche sulla violenza e sul sesso, Dan Weiss affermò che la durata delle scene esplicite dovrebbe sempre essere giusta, affinché esse non risultino né troppo corte né ridicolmente lunghe. Gli autori concordarono sul fatto di aver imparato molto sulle problematiche legate alla creazione della serie durante la produzione di ogni singola stagione ed entrambi furono soddisfatti dei metodi adottati a partire dalla terza stagione, girata in cinque paesi diversi secondo le possibilità dei numerosi attori e non in ordine di episodio.
Solito scrivere un episodio a stagione, lo scrittore George R. R. Martin annunciò a luglio 2014 che non avrebbe firmato la sceneggiatura di nessun episodio della quinta stagione, giustificando la scelta con la frase: "ho un libro da finire". Martin si riferiva al sesto volume della saga The Winds of Winter. In data 29 maggio 2015, Entertainment Weekly annunciò che Martin non avrebbe scritto alcun episodio nemmeno per la sesta stagione per gli stessi motivi espressi a luglio dell'anno precedente. Martin non collaborò neppure alla stesura delle sceneggiature della settima e dell'ottava stagione.

### Regia
Per dirigere gli episodi, la produzione si è affidata a vari registi: Tim Van Patten (episodi 1x01 e 1x02), Brian Kirk (episodi 1x03, 1x04 e 1x05), Daniel Minahan (episodi 1x06, 1x07, 1x08, 3x01 e 3x02), Alan Taylor (episodi 1x09, 1x10, 2x01, 2x02, 2x08, 2x10 e 7x06), Alik Sakharov (episodi 2x03, 3x06, 4x06 e 4x07), David Petrarca (episodi 2x04 e 2x05), David Nutter (episodi 2x06, 2x07, 3x09, 3x10, 5x09, 5x10, 8x01, 8x02 e 8x04), Neil Marshall (episodi 2x09 e 4x09), David Benioff (episodio 3x03, 4x01 e 8x06), D. B. Weiss (episodio 3x03, 4x01 e 8x06), Alex Graves (episodi 3x04, 3x05, 4x02, 4x03, 4x08 e 4x10), Michelle MacLaren (episodi 3x07, 3x08, 4x04 e 4x05), Michael Slovis (episodi 5x01 e 5x02), Mark Mylod (episodi 5x03, 5x04, 6x07, 6x08, 7x02 e 7x03), Jeremy Podeswa (episodi 5x05, 5x06, 6x01, 6x02, 7x01 e 7x07), Miguel Sapochnik (episodi 5x07, 5x08, 6x09, 6x10, 8x03 e 8x05), Daniel Sackheim (episodi 6x03 e 6x04), Jack Bender (episodi 6x05 e 6x06) e Matt Shakman (episodi 7x04 e 7x05).

### Rinnovi
Il 19 aprile 2011, la serie venne rinnovata per una seconda stagione, trasmessa a partire dal 1º aprile 2012. Il 10 aprile dello stesso anno HBO rinnovò la serie per una terza stagione. Visto il successo della première della terza stagione, in data 2 aprile 2013 il network rinnovò la serie per una quarta stagione. L'8 aprile 2014, in seguito al record di ascolti ottenuto dalla première della quarta stagione, la serie venne rinnovata per una quinta e una sesta stagione. In data 21 aprile 2016, HBO rinnovò la serie per una settima stagione. Il 30 luglio 2016, il presidente della programmazione HBO Casey Bloys annunciò la produzione di un'ottava e ultima stagione.

### Trasposizione dei romanzi
Fin dall'inizio, gli showrunner Benioff e Weiss vollero adattare tutta la saga di Martin, sebbene ancora incompleta. In una prima intervista avvenuta a marzo 2013, i due produttori affermarono di aver previsto insieme a HBO un totale di 80 ore, che corrispondono a circa otto stagioni. A maggio dello stesso anno, il produttore esecutivo Frank Doelger dichiarò che probabilmente sarebbero state prodotte sette stagioni, notizia poi ribadita dagli stessi creatori nel 2014. Tuttavia, il 30 luglio 2015 il presidente della programmazione HBO Michael Lombardo dichiarò che la serie sarebbe durata per almeno otto stagioni. Il 30 luglio 2016, il nuovo presidente della programmazione HBO Casey Bloys annunciò che l'ottava stagione sarebbe stata l'ultima della serie.
| Stagione | Episodi | Ordinata       | Riprese principali | Riprese principali | Trasmissione   | Trasmissione   | Romanzi corrispondenti |
| Stagione | Episodi | Ordinata       | Inizio             | Fine               | Première       | Finale         | Romanzi corrispondenti |
| -------- | ------- | -------------- | ------------------ | ------------------ | -------------- | -------------- | --- |
| Prima    | 10      | 2 marzo 2010   | 23 luglio 2010     | 18 dicembre 2010   | 17 aprile 2011 | 19 giugno 2011 | Il gioco del trono (A Game of Thrones) |
| Seconda  | 10      | 19 aprile 2011 | 25 luglio 2011     | 12 dicembre 2011   | 1º aprile 2012 | 3 giugno 2012  | Lo scontro dei re (A Clash of Kings) e alcune parti da Tempesta di spade (A Storm of Swords)                                                                                                   |
| Terza    | 10      | 10 aprile 2012 | 10 luglio 2012     | 24 novembre 2012   | 31 marzo 2013  | 9 giugno 2013  | I primi due terzi circa di Tempesta di spade (A Storm of Swords) |
| Quarta   | 10      | 2 aprile 2013  | 8 luglio 2013      | 21 novembre 2013   | 6 aprile 2014  | 15 giugno 2014 | L'ultimo terzo circa di Tempesta di spade (A Storm of Swords) e alcune parti da Il banchetto dei corvi (A Feast for Crows) e da Una danza con i draghi (A Dance with Dragons)                  |
| Quinta   | 10      | 8 aprile 2014  | 18 luglio 2014     | 12 dicembre 2014   | 12 aprile 2015 | 14 giugno 2015 | Il banchetto dei corvi (A Feast for Crows), Una danza con i draghi (A Dance with Dragons), elementi originali e alcune parti da Tempesta di spade (A Storm of Swords) e da The Winds of Winter |
| Sesta    | 10      | 8 aprile 2014  | 27 luglio 2015     | 18 dicembre 2015   | 24 aprile 2016 | 26 giugno 2016 | Perlopiù elementi originali e alcune parti da Il banchetto dei corvi (A Feast for Crows), da Una danza con i draghi (A Dance with Dragons) e da The Winds of Winter                            |
| Settima  | 7       | 21 aprile 2016 | 29 agosto 2016     | 3 febbraio 2017    | 16 luglio 2017 | 27 agosto 2017 | Perlopiù elementi originali e alcune parti da The Winds of Winter e A Dream of Spring |
| Ottava   | 6       | 30 luglio 2016 | 23 ottobre 2017    | 6 luglio 2018      | 14 aprile 2019 | 19 maggio 2019 | Perlopiù elementi originali e alcune parti da The Winds of Winter e A Dream of Spring |

### Sigla
La sigla della serie è stata creata per HBO dallo studio di produzione Elastic. Nel 2011, il direttore creativo Angus Wall e i suoi collaboratori hanno ricevuto il Premio Emmy per il miglior design di una sigla. La sequenza mostra una mappa tridimensionale del mondo immaginario della serie, proiettato sulla parte interna di una sfera. Quest'ultima viene illuminata da un piccolo sole centrale, contenuto a sua volta in una sfera armillare. Mentre la telecamera si avvicina alla mappa, focalizzandosi sui luoghi nei quali si svolgono gli eventi dell'episodio, complicati meccanismi a orologeria permettono agli edifici e ad altre strutture di emergere verticalmente. Nel frattempo, accompagnati dal tema principale di Ramin Djawadi, i nomi degli attori del cast principale e del cast creativo compaiono in sequenza. La sigla si conclude dopo un minuto e quarantasette secondi circa con la title card Game of Thrones (Il Trono di Spade nella versione italiana) e i brevi crediti che citano sceneggiatore/i e regista dell'episodio.

### Casting
Il casting della serie venne curato da Nina Gold e Robert Sterne, con la consulenza di David Benioff, D. B. Weiss e George R. R. Martin. Parecchi attori tra quelli citati di seguito appaiono anche nelle stagioni successive al loro debutto, ottenendo in alcuni casi una promozione a membri del cast principale.

#### Episodio pilota e prima stagione

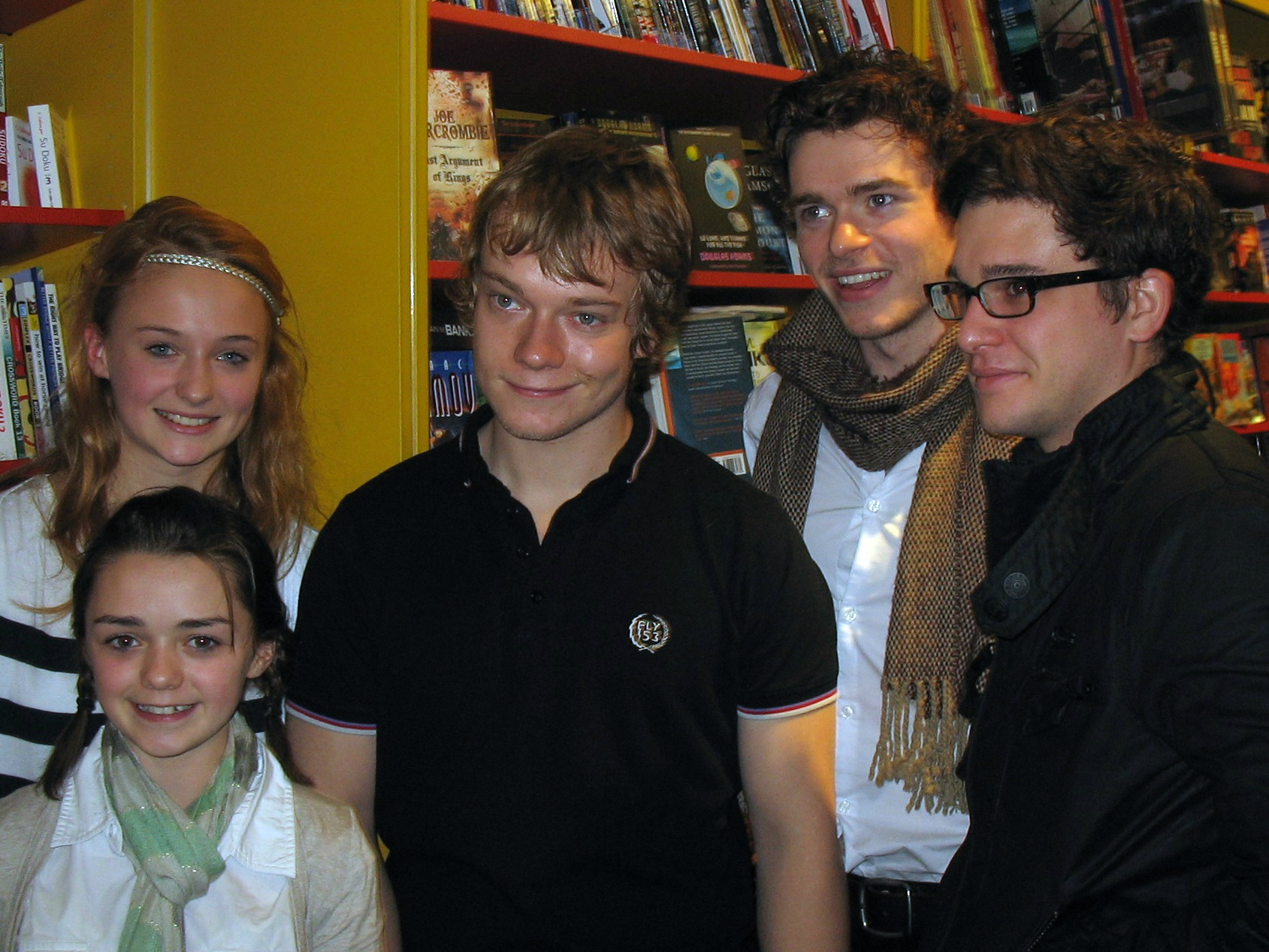
Sophie Turner (Sansa Stark), Maisie Williams (Arya Stark), Alfie Allen (Theon Greyjoy), Richard Madden (Robb Stark) e Kit Harington (Jon Snow) al GRRM Easons Book Signing nel 2009.

Il 5 maggio 2009 venne annunciato che Peter Dinklage avrebbe interpretato Tyrion Lannister nell'episodio pilota e che Tom McCarthy era stato scelto come regista (sostituito in seguito da Tim Van Patten). Il 19 luglio vennero annunciati nuovi nomi del cast, tra cui Sean Bean nel ruolo di Eddard Stark, e nell'agosto dello stesso anno venne rivelato che Catelyn Stark sarebbe stata interpretata da Jennifer Ehle. Altri attori scelti per l'episodio pilota furono Kit Harington per il ruolo di Jon Snow, Jack Gleeson per il ruolo di Joffrey Baratheon, Harry Lloyd per il ruolo di Viserys Targaryen e Mark Addy per il ruolo di Robert Baratheon. Il 20 agosto vennero svelati altri nomi del cast, tra cui Nikolaj Coster-Waldau per il ruolo di Jaime Lannister, Tamzin Merchant per il ruolo di Daenerys Targaryen, Richard Madden per il ruolo di Robb Stark, Iain Glen per il ruolo di Jorah Mormont, Alfie Allen per il ruolo di Theon Greyjoy e le giovani Sophie Turner e Maisie Williams per i ruoli di Sansa ed Arya Stark rispettivamente. A settembre venne annunciato che Lena Headey era stata scelta per interpretare Cersei Lannister, e George R. R. Martin confermò che Rory McCann era stato scelto per interpretare Sandor Clegane. Durante il mese di ottobre, Isaac Hempstead-Wright venne confermato per il ruolo di Bran Stark e Jason Momoa per quello di khal Drogo.
Dopo aver girato l'episodio pilota originale, e dopo che venne confermata l'intera prima stagione, venne annunciato che il ruolo di Catelyn era stato riassegnato a Michelle Fairley. In seguito venne confermato che Emilia Clarke avrebbe sostituito Tamzin Merchant nel ruolo di Daenerys. Altri interpreti ingaggiati per la prima stagione furono: Aidan Gillen (Petyr Baelish), Charles Dance (Tywin Lannister), John Bradley (Samwell Tarly), Esmé Bianco (Ros), Natalia Tena (Osha), Donald Sumpter (Maestro Luwin), Julian Glover (Gran Maestro Pycelle), James Cosmo (Jeor Mormont), Jerome Flynn (Bronn), Conleth Hill (Varys), Sibel Kekilli (Shae), Joe Dempsie (Gendry), Gethin Anthony (Renly Baratheon), Peter Vaughan (Maestro Aemon), Ron Donachie (Rodrik Cassel), Jamie Sives (Jory Cassel), Ian McElhinney (Barristan Selmy), Finn Jones (Loras Tyrell), Kate Dickie (Lysa Tully), David Bradley (Walder Frey), Roger Allam (Illyrio Mopatis), Dominic Carter (Janos Slynt), Susan Brown (Septa Mordane), Joseph Mawle (Benjen Stark), Francis Magee (Yoren), Miltos Yerolemou (Syrio Forel), Ian Gelder (Kevan Lannister), Eugene Simon (Lancel Lannister), Art Parkinson (Rickon Stark), Lino Facioli (Robin Arryn), Owen Teale (Alliser Thorne), Mark Stanley (Grenn), Josef Altin (Pypar), Luke Barnes (Rast), Clive Mantle (Jon Umber), Wilko Johnson (Ilyn Payne), Roxanne McKee (Doreah), Elyes Gabel (Rakharo), Amrita Acharia (Irri), Mia Soteriou (Mirri Maz Duur), Ian Beattie (Meryn Trant), Jefferson Hall (Hugh della Valle), Emun Elliott (Marillion), Mark Lewis Jones (Shagga), Ben Hawkey (Frittella), Eros Vlahos (Lommy Maniverdi), Aimee Richardson (Myrcella Baratheon), Callum Wharry (Tommen Baratheon) e Kristian Nairn (Hodor). L'attrice Margaret John (Vecchia Nan) morì poco dopo le riprese della prima stagione e venne deciso che anche il suo personaggio fosse deceduto.

#### Seconda stagione
I casting per la seconda stagione iniziarono a maggio 2011: il 23 giugno 2011 venne annunciato che Natalie Dormer avrebbe interpretato Margaery Tyrell; a luglio Martin annunciò che Brienne di Tarth sarebbe stata interpretata dall'attrice britannica Gwendoline Christie (alta 1,91 m), della cui scelta lo scrittore è particolarmente soddisfatto, mentre Carice van Houten e Stephen Dillane avrebbero interpretato rispettivamente Melisandre e Stannis Baratheon. Gli attori Liam Cunningham e Oliver Ford Davies vennero confermati per i ruoli di Davos Seaworth e del maestro Cressen. Ad agosto venne annunciato che il personaggio di Asha Greyjoy sarebbe stato interpretato dall'attrice Gemma Whelan e che sarebbe stato però chiamato col nome di Yara, per evitare l'assonanza con Osha (un altro dei personaggi). Venne annunciata l'entrata nel cast di Nonso Anozie (nel ruolo di Xaro Xhoan Daxos), Tom Wlaschiha (in quello di Jaqen H'ghar) e Karl Davies nei panni di Alton Lannister (personaggio non presente nei libri). Martin confermò che Ben Crompton avrebbe interpretato Eddison Tollet, detto Edd l'addolorato, mentre l'attore Roy Dotrice entrò nel cast nel ruolo del piromante Hallyne. La giovane Hannah Murray venne scelta per interpretare Gilly, una ragazza oppressa dal Bruto Craster; Robert Pugh venne annunciato come interprete di Craster, mentre Michael McElhatton ottenne il ruolo di Roose Bolton. Vennero confermati gli attori Patrick Malahide (Balon Greyjoy), Daniel Portman (Podrick Payne) e Ian Hanmore (Pyat Pree) e l'attrice Oona Chaplin (Talisa Maegyr). In seguito Fintan McKeown venne scelto per interpretare Amory Lorch. Per la seconda stagione il personaggio di Gregor Clegane subì un recasting: Conan Stevens venne sostituito da Ian Whyte, già interprete di uno degli Estranei nella prima stagione. Nel mese di ottobre furono rivelati altri due nuovi importanti ingaggi, Rose Leslie nel ruolo di Ygritte e Simon Armstrong nel ruolo di Qhorin il Monco. Andy Beckwith e Gerard Jordan ottennero i ruoli dei prigionieri compagni di Jaqen H'ghar, Rorge e Mordente. Nel cast anche Tony Way (Dontos Hollard), Kerr Logan (Matthos Seaworth), Andy Kellegher (Polliver), Nicholas Blane (Re delle Spezie), Ralph Ineson (Dagmer), Forbes KB (Lorren), Laura Pradelska (Quaithe), Sara Dylan (Bernadette), John Stahl (Rickard Karstark) e Edward Dogliani (Lord delle Ossa). L'attrice Lisa Nolan rinunciò all'ingaggio per non girare scene di nudo.

#### Terza stagione
Da giugno 2012 vennero già annunciati alcuni degli attori per i nuovi personaggi della terza stagione: Clive Russell come interprete di Brynden Tully, Nathalie Emmanuel per il ruolo di Missandei e l'attore Mackenzie Crook nella parte di Orell. La giovane Kerry Ingram venne scelta per il ruolo della figlia di Stannis Baratheon, Shireen, mentre i ruoli di Jojen e Meera Reed vennero assegnati agli attori Thomas Sangster e Ellie Kendrick. Il personaggio di Beric Dondarrion subì un recasting e David Michael Scott venne sostituito da Richard Dormer. Paul Kaye venne scelto per interpretare Thoros di Myr e Diana Rigg per il ruolo della regina di spine Olenna Redwyne, nonna paterna di Loras e Margaery Tyrell. Vennero scelti anche Tara Fitzgerald per il ruolo della moglie di Stannis, Selyse Florent, Iwan Rheon nella parte del figlio bastardo di Roose Bolton, Ramsay Snow e Tobias Menzies come interprete dell'erede di Delta delle Acque Edmure Tully. Tre dei molteplici figli di Walder Frey vennero interpretati da Tom Brooke (Lothar Frey), Tim Plester (Walder Rivers) e Alexandra Dowling (Roslin Frey). L'attore Ciarán Hinds venne ingaggiato per il ruolo del re oltre la Barriera Mance Rayder, mentre il ruolo del bruto Tormund venne affidato a Kristofer Hivju. Per i ruoli di Anguy e Qyburn vennero scelti rispettivamente gli attori Philip McGinley e Anton Lesser. Nel cast anche Dan Hildebrand (Kraznys mo Nakloz), Jacob Anderson (Verme Grigio), Noah Taylor (Locke), Burn Gorman (Karl Tanner), Ed Skrein (Daario Naharis), Mark Killeen (Mero), Ramon Tikaram (Prendahl na Ghezn), Charlotte Hope (Myranda) e Will Tudor (Olyvar).

#### Quarta stagione
Il primo nuovo interprete della quarta stagione ad essere stato rivelato fu Pedro Pascal, che ottenne il ruolo del Principe Oberyn Martell, detto vipera rossa di Dorne. L'attore Mark Gatiss venne assunto nel cast della serie per interpretare Tycho Nestoris. Il 25 luglio 2013 Entertainment Weekly annunciò che l'attrice Indira Varma (Roma) avrebbe interpretato Ellaria Sand, una delle amanti della Vipera Rossa. Il ruolo di Mace Tyrell venne affidato all'attore Roger Ashton-Griffiths. Callum Wharry, l'interprete del Principe Tommen Baratheon nelle prime due stagioni, venne sostituito a partire dalla quarta da Dean-Charles Chapman. Quest'ultimo apparve in due episodi della terza stagione nel ruolo di Martyn Lannister. Il ruolo del leader Styr, appartenente ad uno dei clan dei Bruti chiamato Thenn, venne assegnato a Yuri Kolokolnikov. L'attore Michiel Huisman venne ingaggiato per sostituire Ed Skrein nel ruolo di Daario Naharis. Per la quarta stagione il personaggio di Gregor Clegane subì un secondo recasting: Ian Whyte venne sostituito da Hafþór Júlíus Björnsson. Il 27 settembre Entertainment Weekly annunciò che l'attore Joel Fry avrebbe interpretato Hizdahr zo Loraq. Nel cast anche Richard Brake (Re della Notte), Struan Rodger (Corvo con tre occhi), Octavia Selena Alexandru (Foglia), Elizabeth Webster (Walda Bolton), Brenock O'Connor (Olly), Alisdair Simpson (Donnel Waynwood), Paola Dionisotti (Anya Waynwood), Rupert Vansittart (Yohn Royce), Reece Noi (Mossador) e Gary Oliver (Ternesio Terys).

#### Quinta stagione
Il 25 luglio 2014 vennero annunciati i primi nuovi membri del cast della quinta stagione: Jonathan Pryce nel ruolo dell'Alto Passero, Alexander Siddig come interprete del Principe Doran Martell, Keisha Castle-Hughes nella parte di Obara Sand, Jessica Henwick in quella di Nymeria "Nym" Sand, Rosabell Laurenti Sellers nel ruolo di Tyene Sand, Toby Sebastian come interprete del Principe Trystane Martell, DeObia Oparei nella parte di Aero Hotah e Enzo Cilenti in quella di Yezzan zo Qaggaz. Per la quinta stagione il personaggio della Principessa Myrcella Baratheon subì un recasting: Aimee Richardson venne sostituita da Nell Tiger Free. In data 11 agosto 2014 Watchers on the Wall annunciò che J.J. Murphy era stato scelto come interprete di Denys Mallister e che, sebbene l'attore fosse morto pochi giorni dopo le riprese, il personaggio non avrebbe subito alcun recasting. Il 22 agosto 2014 venne annunciato che Michael Condron avrebbe interpretato Bowen Marsh. Il 9 ottobre 2014 venne annunciato il casting dell'attrice Hannah Waddingham nel ruolo di Septa Unella. Il 17 ottobre 2014 venne annunciato che l'attore Adewale Akinnuoye-Agbaje avrebbe interpretato Malko, personaggio ideato per la serie che non compare nei libri. In data 5 gennaio 2015 venne annunciato che l'attrice Nell Williams avrebbe interpretato Cersei Lannister da giovane nei flashback narranti alcuni momenti cruciali dell'infanzia della Regina Reggente. Il 7 e il 21 gennaio 2015 vennero annunciati altri due membri del cast della quinta stagione: Isabella Steinbarth nel ruolo di Melara Hetherspoon e Jodhi May in quello di Maggy la Rana. Per la quinta stagione il personaggio del Lord delle Ossa subì un recasting: Edward Dogliani venne sostituito da Ross O'Hennessy. Nel cast anche Elizabeth Cadwallader (Lollys Stokeworth), Faye Marsay (L'Orfana), Gwyneth Keyworth (Clea), Meena Rayann (Vala), Birgitte Hjort Sørensen (Karsi), Zachary Baharov (Loboda), Murray McArthur (Dim Dalba).

#### Sesta stagione
Per la sesta stagione, la HBO mostrò sin da subito un maggiore riserbo nel rivelare nuovi membri del cast e, contrariamente agli anni precedenti, nessun annuncio ufficiale venne fatto in occasione del San Diego Comic-Con 2015. Il 23 luglio 2015 venne annunciato il casting di Ricky Champ nel ruolo di Gatins, un membro della Fratellanza Senza Vessilli. In data 1º agosto 2015, venne rivelato che Ian McShane avrebbe interpretato un personaggio inizialmente non specificato e poi introdotto come Fratello Ray. Per la sesta stagione il personaggio del Corvo con tre occhi subì un recasting: Struan Rodger venne sostituito dal noto attore svedese Max von Sydow. I giovani attori Sebastian Croft e Robert Aramayo vennero scelti per interpretare il ruolo di Eddard Stark rispettivamente da bambino e da ragazzo. In data 1º settembre 2015 Watchers on the Wall rivelò che Pilou Asbæk era stato scelto come interprete di Euron Greyjoy, mentre il 4 settembre fu annunciato ufficialmente l'ingaggio di Freddie Stroma nel ruolo di Dickon Tarly. Il 7 settembre 2015 venne annunciata l'entrata nel cast della sesta stagione dell'attore Richard E. Grant nel ruolo di Izembaro. In data 11 settembre 2015 venne rivelato che Essie Davis avrebbe interpretato Lady Crane. Il 16 settembre 2015 vennero annunciati James Faulkner, Samantha Spiro e Rebecca Benson nei ruoli di Lord Randyll Tarly, di sua moglie Melessa e della loro figlia Talla rispettivamente. Il 1º ottobre 2015 venne rivelato come interprete di Khal Moro l'attore neozelandese Joe Naufahu. Il 3 ottobre 2015 venne annunciato l'ingaggio di Melanie Liburd nel ruolo di una sacerdotessa rossa, mentre nel dicembre dello stesso anno fu rivelato l'ingresso nel cast dell'attrice israeliana Ania Bukstein, nel ruolo della sacerdotessa Kinvara. Per la sesta stagione, i personaggi di Foglia, Re della Notte e Lothar Frey subirono un recasting: Octavia Selena Alexandru, Richard Brake e Tom Brooke vennero sostituiti da Kae Alexander, Vladimir Furdik e Daniel Tuite rispettivamente. Nel cast anche Chuku Modu (Aggo), Staz Nair (Qhono), Gerald Lepkowski (Zanrush), Richard Rycroft (Maestro Wolkan), Michael Feast (Aeron Greyjoy), Paul Rattray (Lord Harald Karstark), Annette Tierney (Vecchia Nan da giovane), Sam Coleman (Wylis/Hodor da ragazzo), Fergus Leathem (Rodrik Cassel da giovane), Cordelia Hill (Lady Lyanna Stark da bambina), Matteo Elezi (Benjen Stark da bambino), Dean Jagger (Lord Smalljon Umber), Souad Faress (Alta Sacerdotessa del Dosh Khaleen), Hannah John-Kamen (Ornela), Luke Roberts (Ser Arthur Dayne), Eddie Eyre (Ser Gerold Hightower), Eddie Jackson (Belicho Paenymion), Yousef Sweid (Ash), Michael Heath (Kesh), Tamer Hassan (Khal Forzo), Deon Lee-Williams (Iggo), Elie Haddad (Khal Brozho), Andrei Claude (Khal Rhalko), Darius Dar Khan (Khal Quorro), Kevin Eldon (Camello), Leigh Gill (Bobono), Eline Powell (Bianca), Rob Callender (Clarenzo), Wayne Foskett (Lord Rickard Stark), David Rintoul (Re Aerys II Targaryen), Lucy Hayes (Kitty Frey), William Nevan e James Robert Wilson (Sam), Jóhannes Haukur Jóhannesson (Lem), Tim McInnerny (Lord Robett Glover), Ian Davies (Morgan), Bella Ramsey (Lady Lyanna Mormont), Ross McKinney (Riddell), Steve Love (Steve).

#### Settima stagione

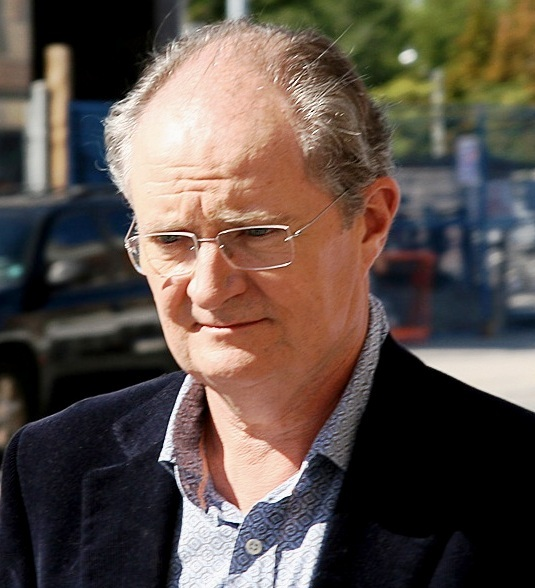
Jim Broadbent (Ebrose)

Il 31 agosto 2016 venne annunciato l'ingaggio nel cast della settima stagione dell'attore Jim Broadbent, il cui ruolo – un Arcimaestro della Cittadella di nome Ebrose – venne annunciato il 7 marzo 2017. Per questa stagione, il personaggio di Dickon Tarly subì un recasting, con Freddie Stroma sostituito da Tom Hopper. In data 17 febbraio 2017, Watchers on the Wall annunciò che l'attrice Megan Parkinson avrebbe interpretato Alys Karstark. Nel cast anche Harry Grasby (Lord Ned Umber), Brendan Cowell (Harrag), Danny Kirrane (Henk), Joseph Quinn (Koner), Wilf Scolding (Rhaegar Targaryen).

#### Ottava stagione
Per l'ottava stagione, Marc Rissmann venne ingaggiato nel ruolo di Harry Strickland, il comandante della Compagnia Dorata. Per questa stagione, il piccolo Sam subì un recasting: William Nevan e James Robert Wilson vennero sostituiti da Logan e Finn Watson. Nel cast anche: Lucy Aarden (Craya), Marina Lawrence-Mahrra (Dirah), Seamus O'Hara (Fergus), Bea Glancy (Teela), Bronte Carmichael (Martha), Alice Nokes (Willa), Danielle Galligan (Sarra), Laura Elphinstone (Nora), Michael Benbaruk (Lord Une).

### Riprese

#### Episodio pilota e prima stagione

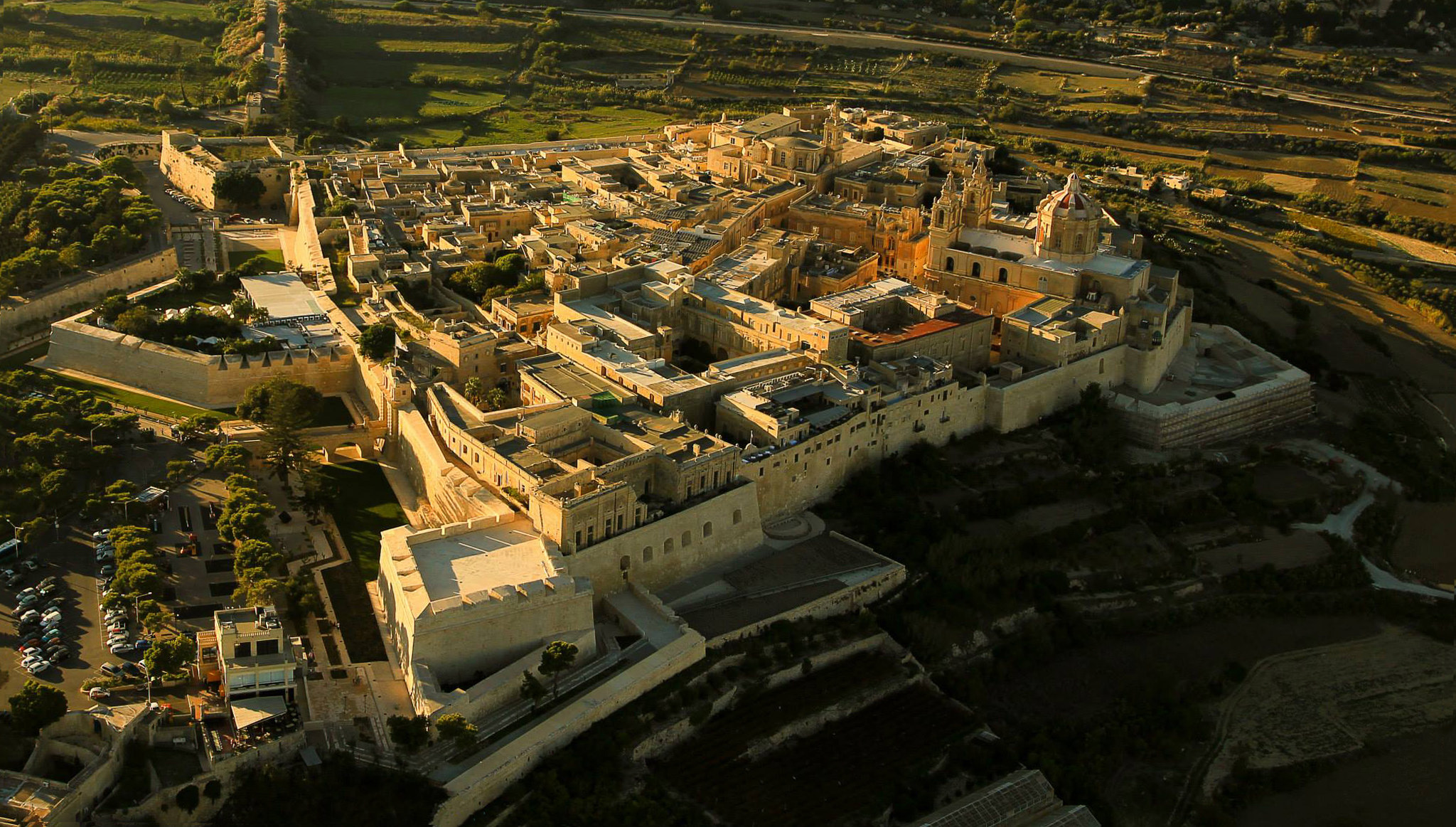
La città di Medina venne utilizzata per riprodurre Approdo del Re nella prima stagione

Le riprese dell'episodio pilota cominciarono nell'ottobre 2009 a Belfast, nell'Irlanda del Nord. Le riprese della prima stagione si svolsero inoltre in varie location in Irlanda del Nord, in Scozia, in Marocco (riprese poi non utilizzate) e a Malta, terminando nel dicembre 2010.
Molte riprese si svolsero nel Paint Hall Studio di Belfast e nelle contee di Down e Antrim. Nella contea di Down, le riprese si svolsero anche nell'immenso parco forestale di Tollymore. Il Castello Nero e la Barriera vennero realizzati in una vecchia cava di Magheramorne (Antrim). Per realizzare Grande Inverno venne utilizzato Castle Ward; le riprese esterne si svolsero anche a Cairncastle, gli interni al Paint Hall di Belfast. Vicino a Slemish vennero realizzati alcuni accampamenti dothraki, altre riprese si svolsero a Audleys Tower e Strangford.
La Fortezza Rossa di Approdo del Re venne realizzata in parte nel Paint Hall, in parte digitalmente. Per alcune parti, invece, venne utilizzato, a Malta, il Forte Ricasoli (già visto in film come Il gladiatore, Troy e Agora). A Medina, vennero girate delle scene ambientate nelle strade di Approdo del Re.
Malta è stata utilizzata fondamentalmente per la storia di Daenerys Targaryen: tra le altre, a Dwejra si è utilizzato il paesaggio della Finestra Azzurra, mentre il paese di Manikata è stato utilizzato per raffigurare un villaggio di Lhazareen distrutto dal khalasar di Khal Drogo.

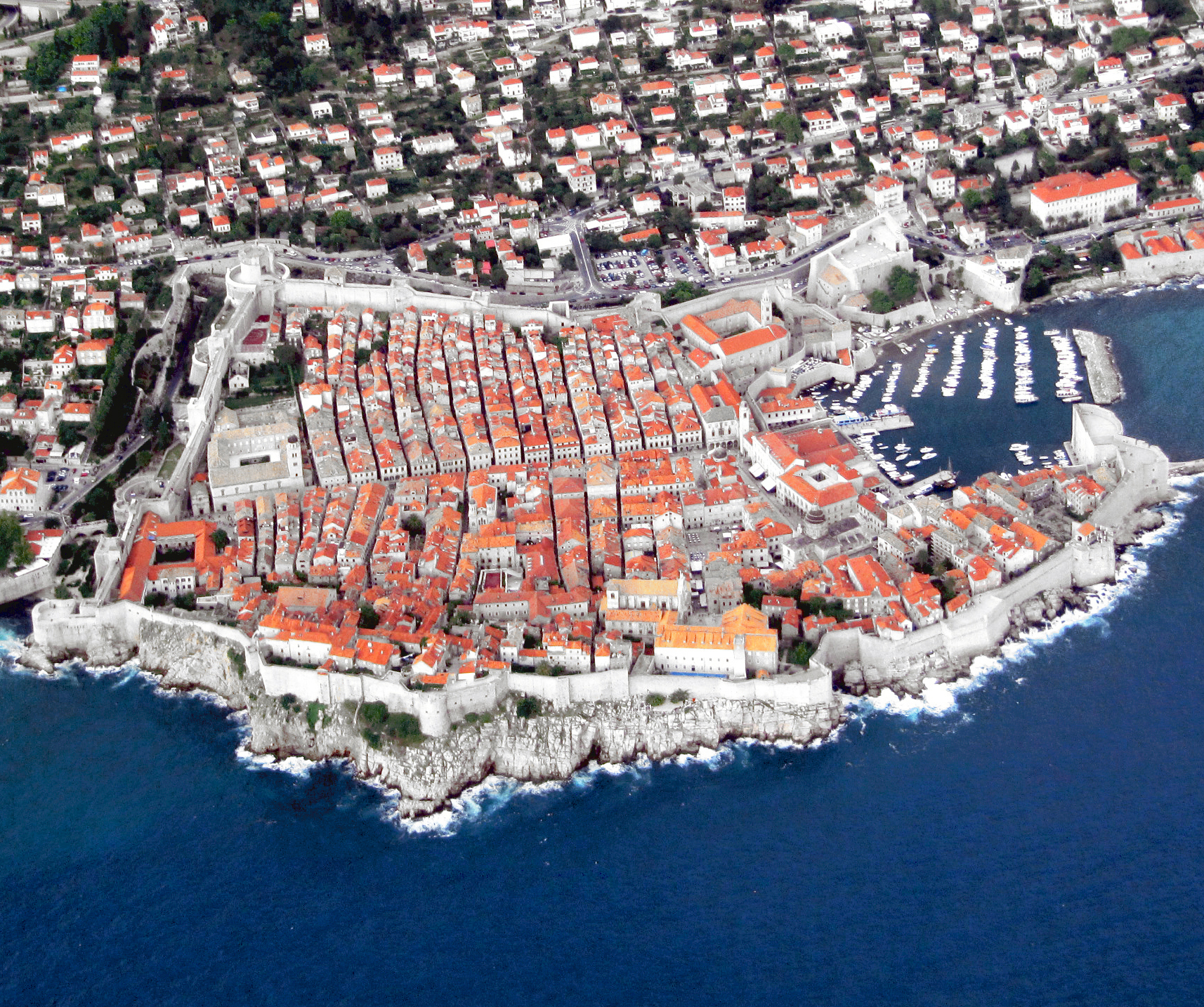
La città di Ragusa venne utilizzata per riprodurre Approdo del Re a partire dalla seconda stagione.

#### Seconda stagione
Le riprese della seconda stagione, che cominciarono il 25 luglio 2011 e terminarono l'11 dicembre, si svolsero ancora in Irlanda del Nord, rinnovando il contratto con il Paint Hall Studio. Le riprese ambientate a sud si spostarono da Malta in Croazia, in particolare a Ragusa di Dalmazia, location usata per le scene ambientate ad Approdo del Re. L'isola di Lacroma, il monastero di San Domenico sull'isola di Traù, il Palazzo dei Rettori di Ragusa e la cava di Dubac vennero usate per girare le scene ambientate a Qarth. Le scene ambientate oltre la Barriera vennero girate in Islanda nel novembre del 2011 sul ghiacciaio Svínafellsjökull e vicino a Smyrlabjörg e Vík.

#### Terza stagione

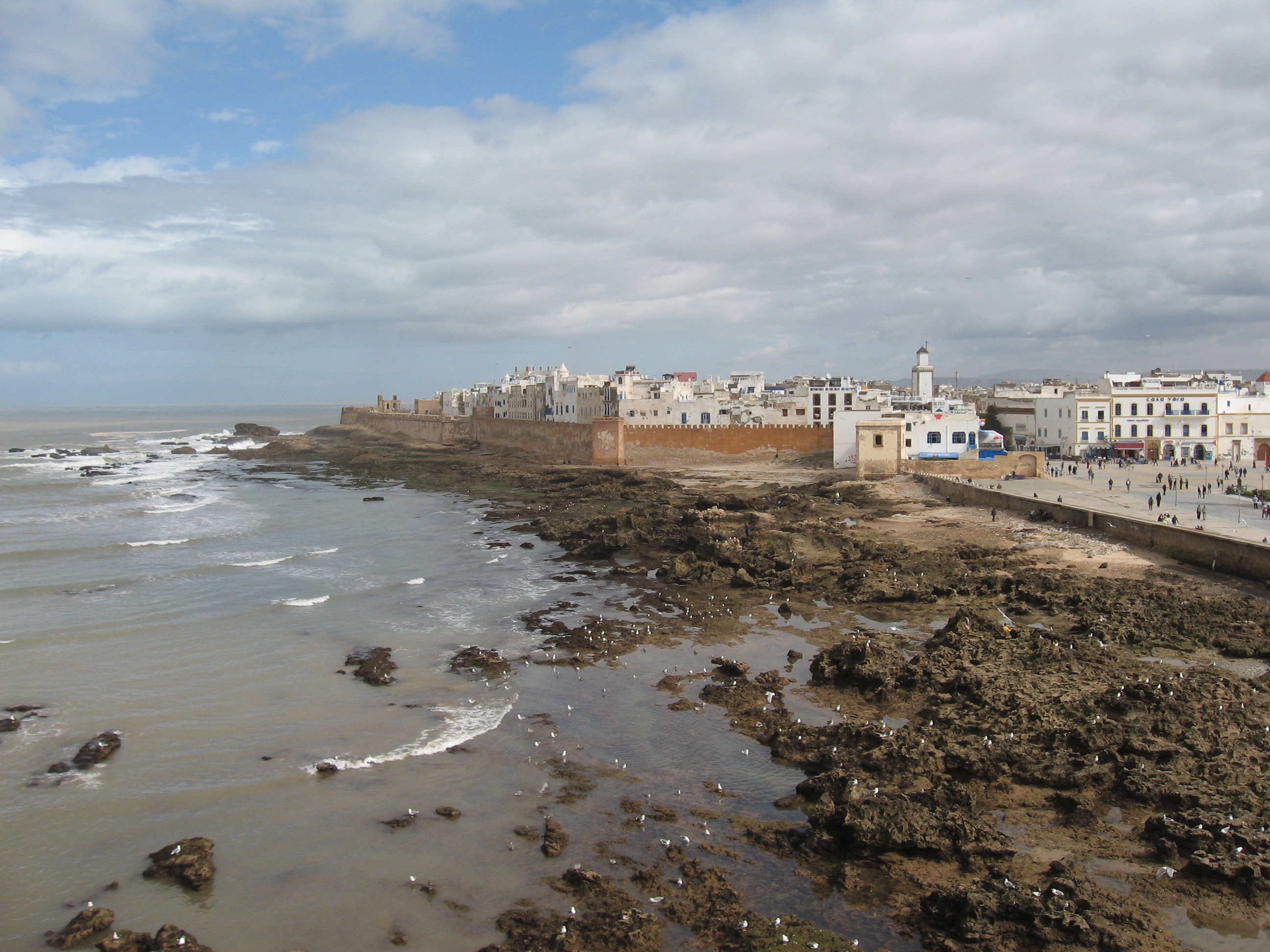
La città marocchina di Essaouira venne utilizzata per rappresentare Astapor.

Per la terza stagione la produzione tornò in Irlanda del Nord e a Ragusa in Croazia. Le mura della città, il Forte Lovrijenac (San Lorenzo) e altre location vicine vennero usate per le scene di Approdo del Re e della Fortezza Rossa. La nuova location nella frazione Trsteno (Cannosa) venne usata per rappresentare i giardini di Approdo del Re, spesso frequentati dai Tyrell. Per la terza stagione la produzione tornò in Marocco (location usata per il pilot originale), nella città di Essaouira, per girare le scene di Daenerys nel Continente Orientale. Le case di produzione assunsero tre unità ("Dragon", "Wolf" e "Raven") che girarono contemporaneamente, sei team di regia, 257 membri del cast e 703 membri dello staff di produzione. Una scena dell'episodio L'orso e la fanciulla bionda, contenente la performance dell'orso Bart, venne girata in parte a Los Angeles. Altre scene vennero girate ancora in Islanda.

#### Quarta stagione
La quarta stagione venne girata ancora a Ragusa di Dalmazia e in Irlanda del Nord. Altre location della Croazia comprendono il Palazzo di Diocleziano di Spalato, la Fortezza Clissa a nord di Spalato, la cava di Perun, il monte Mosor (Massaro) e Bascavoda. Le riprese terminarono il 21 novembre 2013 dopo 136 giorni.

#### Quinta stagione

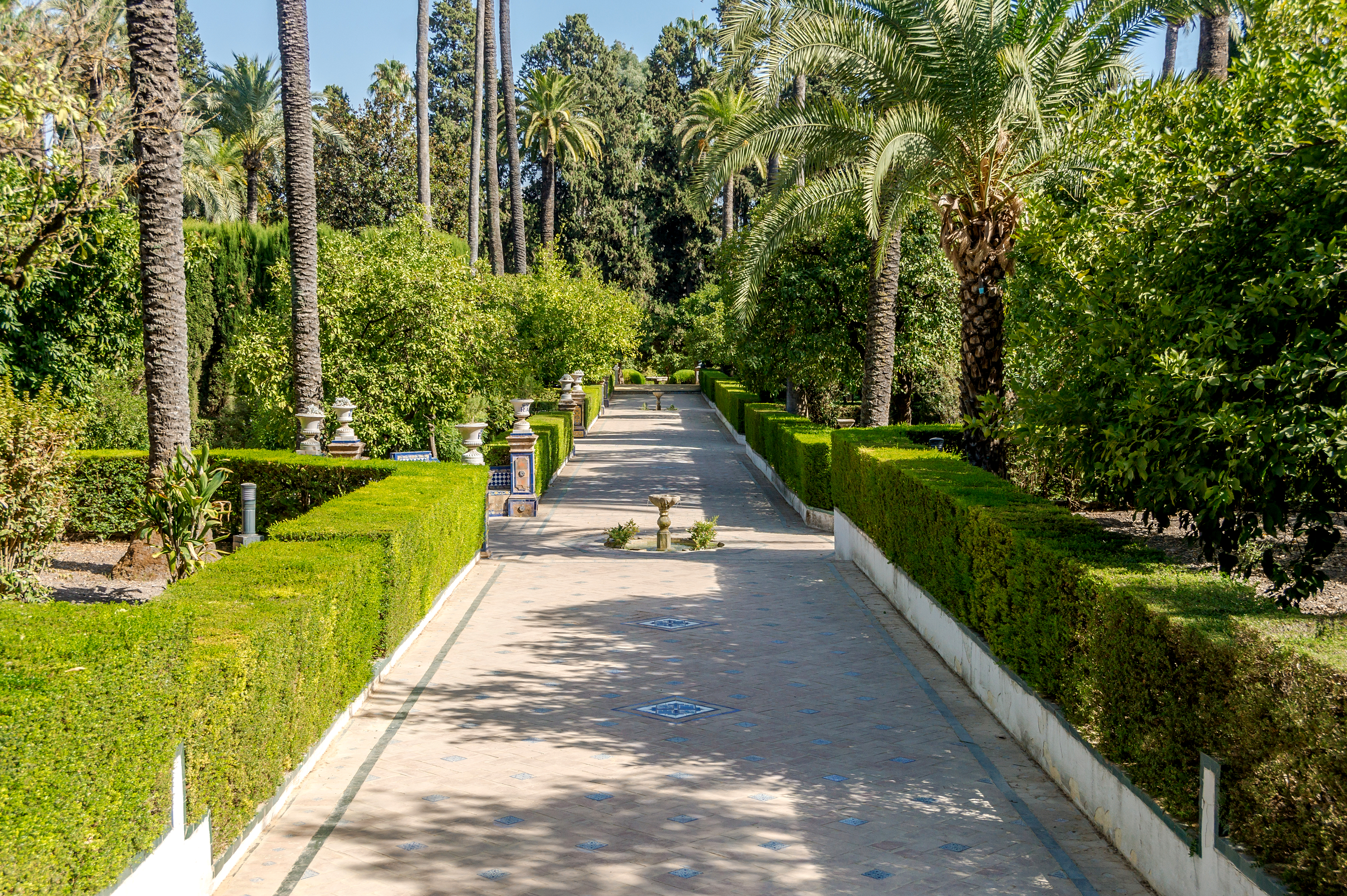
L'Alcázar di Siviglia venne utilizzato per ricreare la corte dei Martell.

Per ricreare gli ambienti del Principato di Dorne, si aggiunse alle location abituali in Croazia e in Irlanda del Nord, la regione Andalusia in Spagna. Alcune scene contenenti le performance di lupi vennero girate in Canada.

#### Sesta stagione
Le riprese della sesta stagione iniziarono regolarmente nel luglio 2015 a Belfast, mentre in Spagna vennero confermate come location le città di Peñíscola e Gerona. Altri luoghi di ripresa furono il castello di Zafra nella provincia di Guadalajara, le Bardenas Reales della Navarra, l'Alcazaba di Almería, e il castello di Santa Florentina nella provincia di Barcellona. Alcune scene vennero girate ancora a Ragusa in Croazia e in Canada.

#### Settima stagione

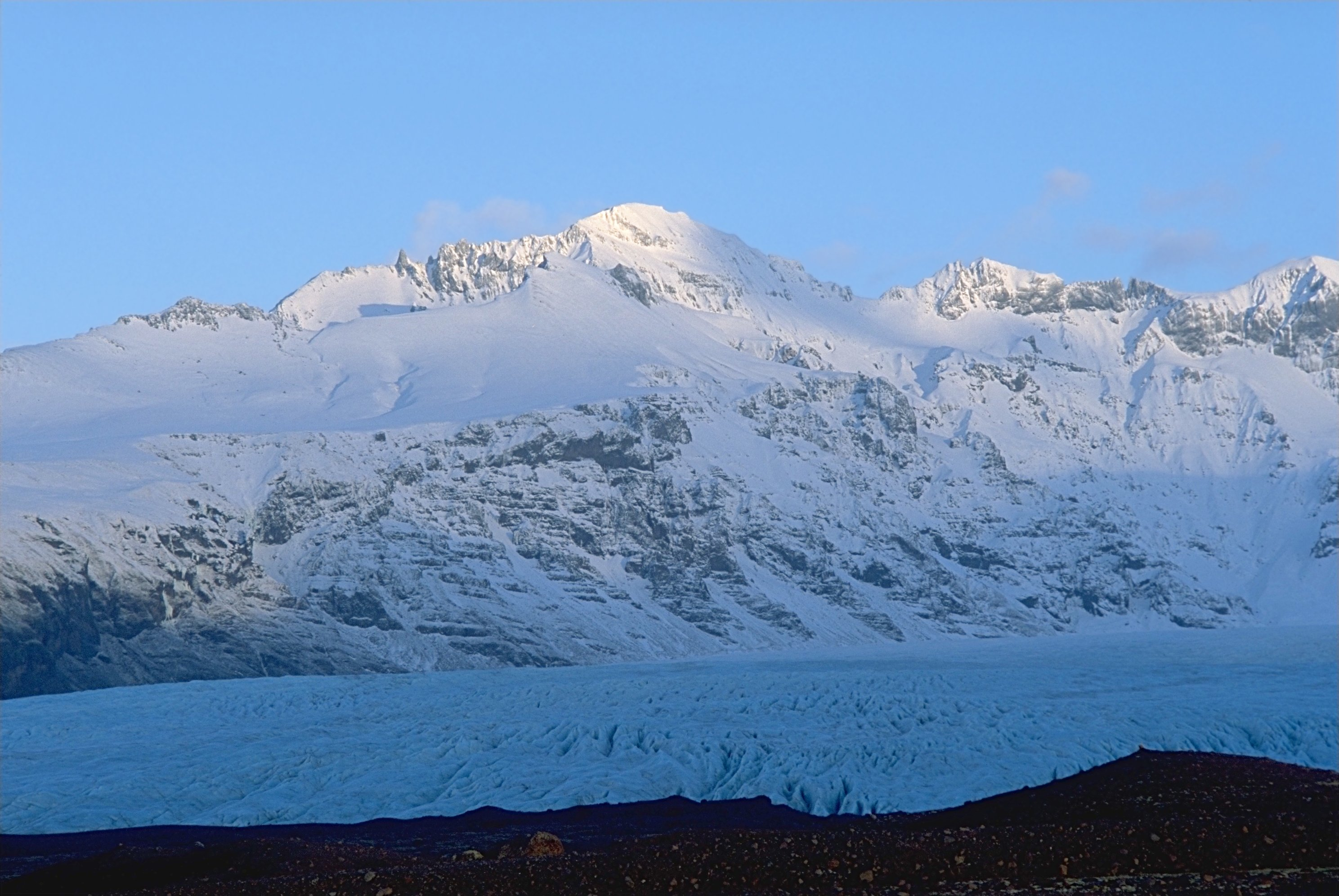
I paesaggi islandesi vennero utilizzati nella seconda, nella terza e nella settima stagione per ricreare le Terre dell'Eterno Inverno.

In un'intervista con i creatori venne annunciato che le riprese di questa stagione sarebbero state posticipate a causa delle condizioni meteorologiche. Le riprese della settima stagione cominciarono il 31 agosto 2016 ai Titanic Studios di Belfast e terminarono il 3 febbraio 2017. Gerona in Spagna non fu nuovamente scelta per la settima stagione. La città venne usata per rappresentare Braavos e parti di Approdo del Re. In seguito venne annunciato che la stagione avrebbe girato in Irlanda del Nord e Spagna, con l'aggiunta dell'Islanda, assente dalla terza stagione. La produzione effettuò delle riprese nelle città spagnole di Siviglia, Cáceres, Almodóvar del Río, Santiponce, Zumaia e Bermeo. La serie tornò a girare a Stranocum in Irlanda del Nord, usata precedentemente nella première della seconda stagione per rappresentare la Strada del Re. Alcune scene vennero filmate anche a Ragusa in Croazia, storica location di Approdo del Re.

#### Ottava stagione
Le riprese dell'ottava e ultima stagione si sono svolte nuovamente ai Paint Hall Studios di Belfast, nell’Irlanda del Nord. In Irlanda sono state impiegate 55 notti di riprese per la battaglia di Grande Inverno, per la cui realizzazione è stata presa ispirazione dalla battaglia al Fosso di Helm de Le due Torri. Un'enorme sezione di Approdo del Re è stata costruita all'esterno degli studi per le riprese del quinto episodio della stagione. Molte altre riprese ad Approdo del Re sono state girate a Ragusa. Altre riprese sono state svolte a Larne e nei dintorni del villaggio di Moneyglass, sede del set di Grande Inverno. In Islanda e in Croazia sono state girate scene aggiuntive.
George Lucas, creatore dell'universo di Guerre stellari, ha visitato il set per il primo episodio della stagione, in occasione delle riprese di una sequenza che riguarda Jon e Daenerys mentre discutono della sorella Sansa Stark.

### Costumi e acconciature

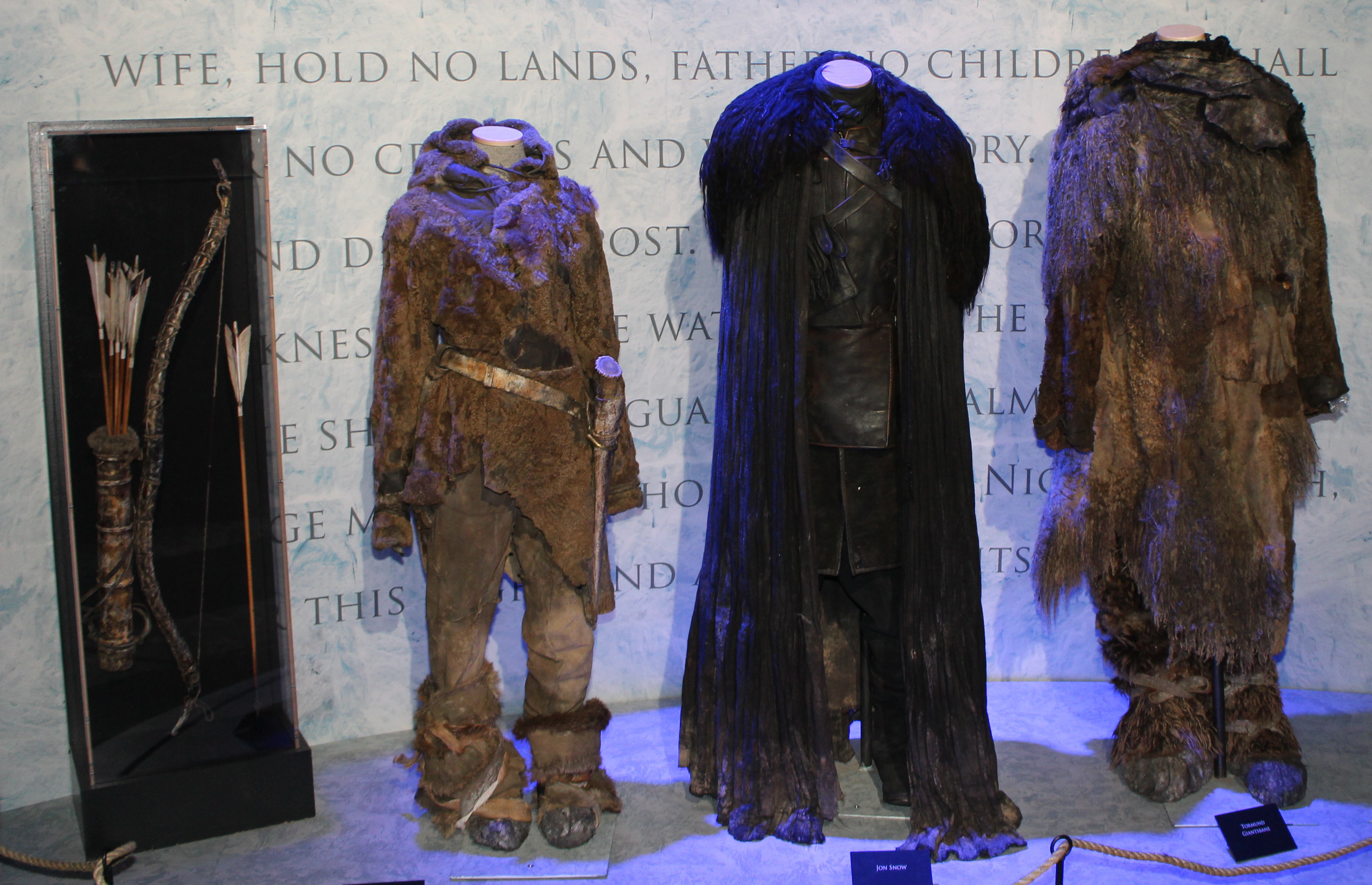
I costumi di Ygritte, Jon Snow e Tormund riflettono il clima difficile nel quale vengono indossati.

I costumi della serie, disegnati dalla costume designer Michele Clapton (eccetto per i primi otto episodi della sesta stagione, ai quali ha lavorato April Ferry), sono ispirati da molte culture internazionali, come quella giapponese e persiana. Gli abiti Dothraki assomigliano a quelli dei beduini, mentre i Bruti vestono pelli animali come gli inuit. L'armatura d'ossa dei Bruti è costituita da stampi di ossa vere, assemblati con corda e lattice per ricreare l'effetto budella. Mentre le comparse che interpretano Bruti e Guardiani della notte indossano copricapi come è normale che sia in un clima freddo, i personaggi principali non lo fanno per facilitare gli spettatori che devono identificarli. I vestiti dalla scollatura alta creati da Björk hanno ispirato un abito indossato da Margaery Tyrell nella seconda stagione, mentre i vestiti delle prostitute vengono disegnati per essere rimossi facilmente. Tutti gli abiti, che siano per i Bruti o per le donne della corte reale, vengono "invecchiati" per due settimane affinché si migliori il più possibile il realismo della serie.
Circa due dozzine di parrucche vengono usate dalle attrici. Fatte di capelli umani lunghi fino a 61 centimetri, esse costano fino a 7000 dollari l'una e vengono lavate e trattate come se appartenessero ad una persona viva. L'applicazione delle parrucche è un processo lungo; Emilia Clarke, per esempio, necessita di circa due ore affinché venga applicata la sua parrucca dai capelli biondi platino. Ad altri attori, come Jack Gleeson e Sophie Turner, vengono colorati frequentemente i capelli. Per personaggi quali Daenerys (nelle prime stagioni), Arya e i Dothraki, le parrucche, i capelli e i costumi vengono trattati affinché sembri che non si lavino da settimane.

### Effetti sonori
A differenza della maggior parte dei prodotti televisivi, il team sonoro della serie riceve una versione poco ordinata della stagione sulla quale deve lavorare e i curatori del suono si approcciano ad essa come se fosse un film di 10 ore. La prima e la seconda stagione ebbero un team differente, ma a partire dalla terza stagione, lo stesso team ha creato gli effetti sonori. Per gli effetti del sangue e delle ferite venne utilizzato un daino, mentre per i lamenti dei draghi il team usò registrazioni di tartarughe in accoppiamento, delfini, foche, leoni e versi di uccelli.

### Effetti visivi
Per creare la grande varietà di effetti speciali digitali, HBO si affidò per la prima stagione alla compagnia britannica BlueBolt, azienda specializzata in CGI che ha lavorato alla realizzazione di film come Pirati dei Caraibi - Oltre i confini del mare, Fast & Furious 5, Sherlock Holmes e Prince of Persia - Le sabbie del tempo. Il finale della prima stagione Fuoco e sangue venne nominato nel 2011 per il Premio Emmy per i migliori effetti visivi. A causa della crescente complessità degli effetti visivi a partire dalla seconda stagione, che aggiunse parecchie animazioni di creature, fuoco, esplosioni, navi e acque in CG, la casa di produzione BlueBolt passò il lavoro alla compagnia tedesca Pixomondo. Quest'ultima partecipò anche come produttrice principale per gli effetti visivi della seconda e della terza stagione. Nove delle dodici sedi dell'azienda contribuirono al progetto, con la sede di Stoccarda in qualità di direttrice. Gli episodi Chiunque può essere ucciso e Valar Dohaeris vinsero un Premio Emmy per i migliori effetti visivi rispettivamente nel 2012 e del 2013. Per la quarta stagione, HBO cambiò nuovamente compagnia di effetti speciali, affidandosi, tra le altre, alla tedesca Mackevision. Il finale della quarta stagione I Figli della Foresta vinse il Premio Emmy per i migliori effetti visivi nel 2014.

## Colonna sonora

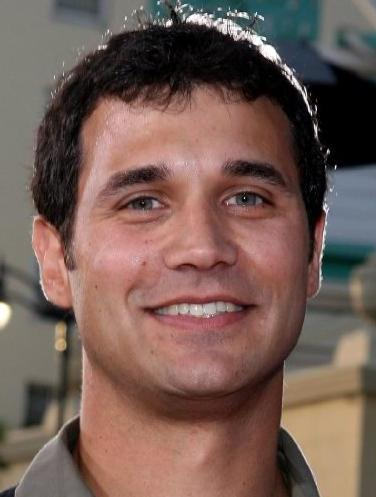
Il compositore Ramin Djawadi.

La colonna sonora de Il Trono di Spade è stata composta da Ramin Djawadi.

### Game of Thrones (Music from the HBO Series)
Il 28 giugno 2011 venne pubblicata digitalmente la colonna sonora della prima stagione della serie televisiva.
Edizioni musicali Varèse Sarabande.
1. Main Title – 1:46
2. North of the Wall – 3:48
3. Goodbye Brother – 3:07
4. The Kingsroad – 2:06
5. The King's Arrival – 3:33
6. Love In the Eyes – 4:00
7. A Raven from King's Landing – 1:16
8. The Wall – 2:00
9. Things I Do for Love – 1:52
10. A Golden Crown – 1:38
11. Winter Is Coming – 2:41
12. A Bird Without Feathers – 2:01
13. Await the King's Justice – 2:00
14. You'll Be Queen One Day – 1:35
15. The Assassin's Dagger – 1:19
16. To Vaes Dothrak – 1:28
17. Jon's Honor – 2:35
18. Black of Hair – 1:40
19. You Win or You Die – 1:57
20. Small Pack of Wolves – 1:57
21. Game of Thrones – 1:18
22. Kill Them All – 3:35
23. The Pointy End – 3:17
24. Victory Does Not Make Us Conquerors – 1:36
25. When the Sun Rises In the West – 2:40
26. King of the North – 1:28
27. The Night's Watch – 1:44
28. Fire and Blood – 4:30
29. Finale – 2:31

### Game of Thrones – Season 2 (Music from the HBO Series)
Il 19 giugno 2012 venne pubblicata digitalmente la colonna sonora della seconda stagione della serie televisiva.
Edizioni musicali Varèse Sarabande.
1. Main Title – 1:47
2. The Throne Is Mine – 3:16
3. What Is Dead May Never Die – 2:07
4. Warrior of Light – 3:04
5. Valar Morghulis – 3:00
6. Winterfell – 2:43
7. Qarth – 2:12
8. Wildfire – 3:40
9. I Am Hers, She Is Mine – 2:18
10. Pyat Pree – 2:13
11. Don't Die With a Clean Sword – 3:23
12. We Are the Watchers On the Wall – 2:38
13. Pay the Iron Price – 2:33
14. One More Drink Before the War – 2:06
15. House of the Undying – 5:03
16. Stand and Fight – 2:05
17. The Old Gods and the New – 2:39
18. Mother of Dragons – 2:35
19. I Will Keep You Safe – 2:18
20. The National – The Rains of Castamere – 2:24 (testo: George R. R. Martin – musica: Ramin Djawadi)
21. Three Blasts – 2:40

### Game of Thrones – Season 3 (Music from the HBO Series)
Il 4 giugno 2013 venne pubblicata digitalmente la colonna sonora della terza stagione della serie televisiva.
Edizioni musicali WaterTower Music.
1. Main Title – 1:44
2. A Lannister Always Pays His Debts – 2:50
3. Dracarys – 2:53
4. I Paid the Iron Price – 3:15
5. Chaos Is a Ladder – 2:58
6. Dark Wings, Dark Words – 2:47
7. You Know Nothing – 3:19
8. Wall of Ice – 3:19
9. Kingslayer – 2:11
10. I Have To Go North – 1:23
11. White Walkers – 3:20
12. Kerry Ingram – It's Always Summer Under the Sea (Shireen's Song) – 1:17 (testo: Bryan Cogman – musica: Ramin Djawadi)
13. Reek – 2:41
14. The Hold Steady – The Bear and the Maiden Fair – 2:56 (testo: George R. R. Martin – musica: Ramin Djawadi)
15. The Night Is Dark – 2:56
16. The Lannisters Send Their Regards – 5:44
17. Heir To Winterfell – 2:14
18. Mhysa – 3:54
19. For the Realm – 1:31

### Game of Thrones – Season 4 (Music from the HBO Series)
Il 10 giugno 2014 venne pubblicata digitalmente la colonna sonora della quarta stagione della serie televisiva. Il 14 aprile 2014 venne distribuito digitalmente in anteprima il singolo The Rains of Castamere del gruppo islandese Sigur Rós, incluso nell'episodio Il leone e la rosa.
Edizioni musicali WaterTower Music.
1. Main Title – 1:43
2. Sigur Rós – The Rains of Castamere – 2:42 (testo: George R. R. Martin – musica: Ramin Djawadi)
3. Breaker of Chains – 4:05
4. Watchers On the Wall – 2:11
5. I’m Sorry for Today – 2:09
6. Thenns – 1:43
7. Meereen – 2:53
8. First of His Name – 3:52
9. The Biggest Fire the North Has Ever Seen – 1:56
10. Three Eyed Raven – 3:58
11. Two Swords – 1:49
12. Oathkeeper – 4:31
13. You Are No Son of Mine – 4:29
14. The North Remembers – 2:33
15. Let’s Kill Some Crows – 3:36
16. Craster’s Keep – 2:06
17. The Real North – 2:03
18. Forgive Me – 2:31
19. He Is Lost – 3:37
20. I Only See What Matters – 1:25
21. Take Charge of Your Life – 2:05
22. The Children – 2:41

### Game of Thrones – Season 5 (Music from the HBO Series)
Il 9 giugno 2015 venne pubblicata digitalmente la colonna sonora della quinta stagione della serie televisiva.
Edizioni musicali WaterTower Music.
1. Main Title – 1:45
2. Blood of the Dragon – 1:33
3. House of Black and White – 5:08
4. Jaws of the Viper – 2:31
5. Hardhome, Pt. 1 – 5:06
6. Hardhome, Pt. 2 – 4:31
7. Mother's Mercy – 2:14
8. Kill the Boy – 2:07
9. Dance of Dragons – 3:08
10. Kneel for No Man – 4:45
11. High Sparrow – 3:23
12. Before the Old Gods – 2:37
13. Atonement – 2:54
14. I Dreamt I Was Old – 2:16
15. The Wars to Come – 4:48
16. Forgive Me – 3:17
17. Son of the Harpy – 5:17
18. Throne for the Game (feat. Bradley Hanan Carter) – 1:20

### Game of Thrones – Season 6 (Music from the HBO Series)
Il 24 giugno 2016 venne pubblicata digitalmente la colonna sonora della sesta stagione della serie televisiva.
Edizioni musicali WaterTower Music.
1. Main Title – 1:51
2. Blood of My Blood – 3:35
3. Light of the Seven – 9:49
4. Needle – 2:56
5. Coronation – 1:46
6. Feed the Hounds – 3:08
7. My Watch Has Ended – 2:53
8. The Red Woman – 3:17
9. Hold the Door – 7:21
10. Khaleesi – 3:05
11. Maester – 2:52
12. A Painless Death – 3:22
13. Reign – 3:16
14. Let's Play a Game – 5:51
15. Bastard – 5:05
16. Trust Each Other – 3:09
17. Winter Has Come – 3:14
18. Hear Me Roar – 2:16
19. The Winds of Winter – 3:29
20. Lord of Light (Bonus track) – 4:16
21. Service of the Gods (Bonus track) – 2:48
22. I Need You by My Side (Bonus track) – 2:36
23. The Tower (Bonus track) – 2:33
24. Unbowed, Unbent, Unbroken (Bonus track) – 1:44
25. I Choose Violence (Bonus track) – 1:48
26. Hodor (Bonus track) – 2:24

### Game of Thrones – Season 7 (Music from the HBO Series)
Il 25 agosto 2017 venne pubblicata digitalmente la colonna sonora della settima stagione della serie televisiva.
Edizioni musicali WaterTower Music.
1. Main Title – 1:53
2. Dragonstone – 5:06
3. Shall We Begin? – 1:24
4. The Queen's Justice – 1:21
5. A Game I Like to Play – 1:45
6. I Am the Storm – 6:25
7. The Gift – 2:02
8. Dragonglass – 4:19
9. Spoils of War, Pt. 1 – 3:53
10. Spoils of War, Pt. 2 – 4:03
11. The Dagger – 2:33
12. Home – 2:30
13. Gorgeous Beasts – 2:11
14. The Long Farewell – 2:46
15. Against All Odds – 7:48
16. See You for What You Are – 2:09
17. Casterly Rock – 2:23
18. A Lion's Legacy – 1:34
19. Message for Cersei – 1:43
20. Ironborn – 2:19
21. No One Walks Away from Me – 2:11
22. Truth – 3:31
23. The Army of the Dead – 5:26
24. Winter Is Here – 2:54

### Game of Thrones – Season 8 (Music from the HBO Series)
Il 19 maggio 2019 è stata pubblicata digitalmente la colonna sonora dell'ottava e ultima stagione della serie televisiva. Il 28 aprile 2019 è stato distribuito digitalmente in anteprima il singolo The Night King, incluso nell'episodio La lunga notte.
Edizioni musicali WaterTower Music.
1. Main Title – 1:51
2. Ramin Djawadi e Serj Tankian – The Rains of Castamere – 3:44 (testo: George R. R. Martin – musica: Ramin Djawadi)
3. Arrival at Winterfell – 3:43
4. Flight of Dragons – 2:51
5. Heir to the Throne – 2:26
6. Jenny of Oldstones – 2:30
7. A Knight of the Seven Kingdoms – 1:59
8. The Battle of Winterfell – 4:03
9. The Dead are Already Here – 4:55
10. Battle for the Skies – 4:13
11. The Long Night, Pt. 1 – 3:42
12. The Long Night, Pt. 2 – 3:47
13. The Night King – 8:50
14. Dead Before the Dawn – 4:14
15. Not Today – 2:21
16. Farewell – 5:31
17. Outside the Gates – 4:09
18. The Bells – 3:44
19. The Last War – 7:37
20. Into the Fire – 1:43
21. For Cersei – 4:23
22. Believe – 4:24
23. Stay a Thousand Years – 2:29
24. Nothing Else Matters – 2:06
25. Master of War – 4:49
26. Be with Me – 1:45
27. The Iron Throne – 5:39
28. Break the Wheel – 4:29
29. You Have a Choice – 2:22
30. The White Book – 2:09
31. The Last of the Starks – 4:52
32. A Song of Ice and Fire – 2:11

## Promozione

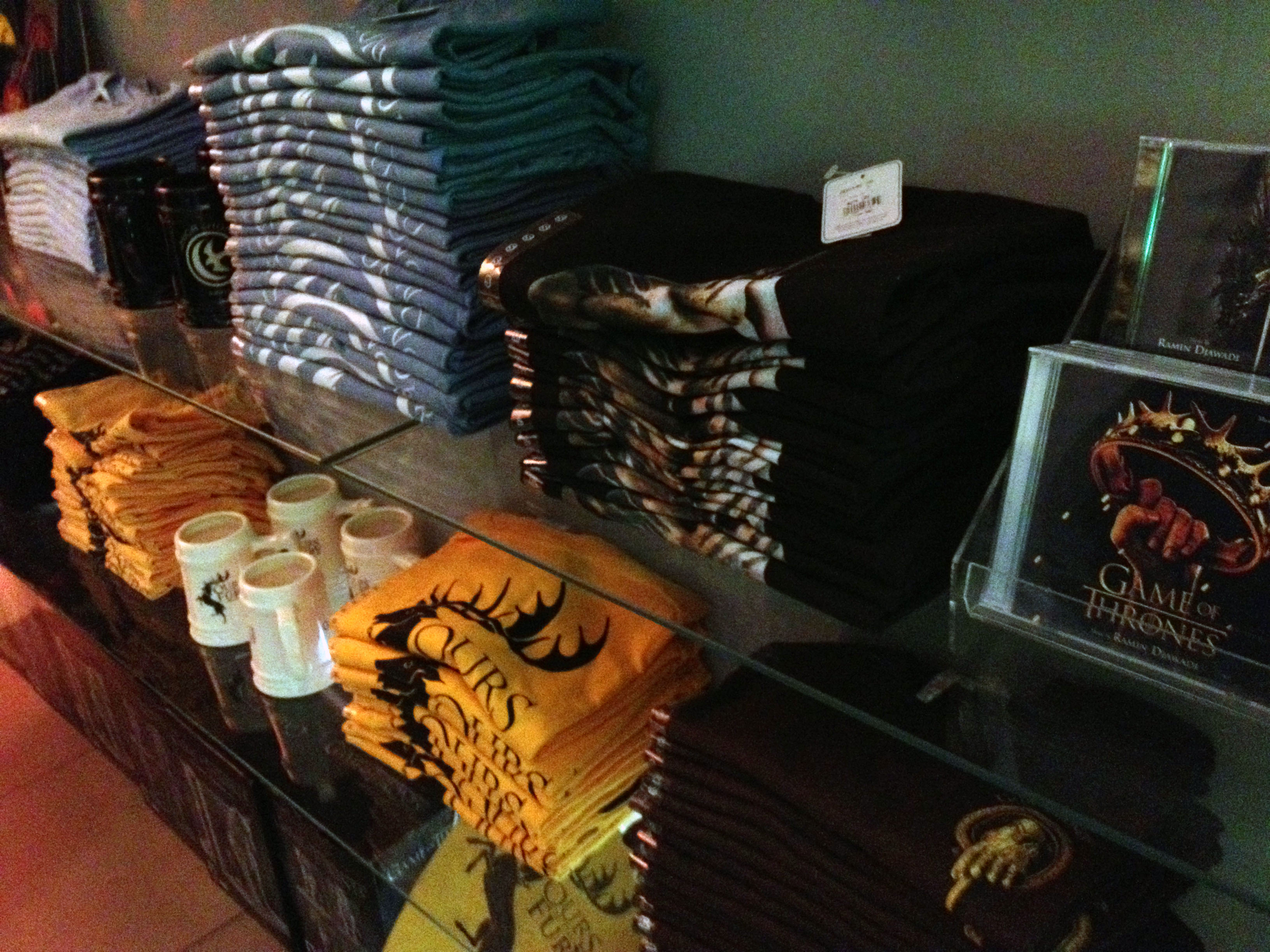
Prodotti della serie esposti in un HBO Shop.

La serie è stata pubblicizzata con la frase «I Soprano nella Terra di Mezzo», mentre la tagline ufficiale è «Winter is coming» («L'inverno sta arrivando», motto della nobile Casa Stark). Nel poster ufficiale pubblicato a marzo 2011 venne mostrata una nuova tagline: «You win or you die» («[Quando partecipi al gioco del trono, o] vinci o muori»).
Nel corso del 2010 e all'inizio del 2011 vennero distribuiti dalla HBO diversi trailer e molti speciali sulla realizzazione di Game of Thrones, con scene della serie, making of e interviste.
Per pubblicizzare la serie, HBO pubblicò inoltre sul suo sito ufficiale poster in alta risoluzione e percorsi interattivi.
Nel negozio online HBO e negli HBO Shop sono inoltre in vendita T-shirt ispirate alla serie, tazze e oggetti vari, oltre a ristampe dei libri di George R. R. Martin e giochi da tavolo ambientati nel mondo della serie.
Al WonderCon di San Francisco, svoltosi i primi giorni di aprile 2011, era presente uno stand di Game of Thrones con costumi e armi del set, oltre che una riproduzione a dimensioni reali del Trono di Spade.
A New York è stato aperto un negozio dedicato interamente alla serie televisiva, con costumi, armi, bandiere e oggetti ispirati al mondo delle Cronache del ghiaccio e del fuoco.
Il 3 aprile 2011 HBO distribuì su internet i primi 15 minuti della serie.
I primi due episodi della prima stagione sono stati proiettati al Telefilm Festival di Milano il 29 giugno 2011.
HBO ha scelto Game of Thrones per l'edizione 2011 del San Diego Comic-Con International, con esposizione del panel il 21 luglio; all'evento hanno partecipato George R.R. Martin, David Benioff, D. B. Weiss, Emilia Clarke, Peter Dinklage, Kit Harington, Jason Momoa e Nikolaj Coster-Waldau.
La BlueBolt, azienda che ha curato gli effetti speciali digitali della serie, ha diffuso sul web un filmato in cui illustra la realizzazione degli effetti più riusciti.
Subito dopo la messa in onda originale dell'ultima puntata, il 19 giugno 2011, è stato diffuso il primo teaser trailer della seconda stagione. Un altro trailer, intitolato Cold Winds are Rising, con la voce di Stannis Baratheon narrante, è stato pubblicato da HBO il 12 dicembre 2011.
Oltre a pubblicare centinaia di video sulla piattaforma YouTube, HBO ha creato il blog Making Game of Thrones, la guida dello spettatore e una serie di poster che raffigurano le morti più affascinanti dello show intitolata Beautiful Death.

### Game of Thrones: Inside the Episode
Game of Thrones: Inside the Episode è una webserie pubblicata su YouTube nella quale i due creatori di Game of Thrones analizzano i momenti più importanti di ogni episodio, tranne il finale di serie. La durata di ogni video varia dai 5 ai 10 minuti.

### Speciali
Oltre alla serie Inside the Episode, HBO ha prodotto e mandato in onda una serie di video e documentari sulla produzione della serie. Oltre a questi contenuti, ve ne sono altri inseriti all'interno delle edizioni home video.
| n. | Titolo originale                               | Prima TV USA             | Durata              | Contenuto |
| -- | ---------------------------------------------- | ------------------------ | ------------------- | --- |
| 1  | Making Game of Thrones                         | 7 aprile 2011            | 30 minuti           | Anticipazioni della prima stagione con immagini inedite dal set e interviste al cast, ai produttori esecutivi e allo staff di produzione. |
| 2  | You Win or You Die                             | 24 marzo 2012            | 22 minuti           | Recap della prima stagione con anticipazioni della seconda stagione e interviste al cast e ai produttori esecutivi. |
| 3  | A Gathering Storm                              | 8 marzo 2013             | 14 minuti           | Recap della seconda stagione con interviste al cast e ai produttori esecutivi. |
| 4  | Ice and Fire: A Foreshadowing                  | 9 febbraio 2014          | 15 minuti           | Anticipazioni della quarta stagione con immagini inedite dal set e interviste al cast e ai produttori esecutivi. |
| 5  | The Politics of Power: A Look Back at Season 3 | 12 marzo 2014            | 25 minuti           | Recap della terza stagione con interviste al cast e ai produttori esecutivi. |
| 6  | A Day in the Life                              | 8 febbraio 2015          | 26 minuti           | Anticipazioni della quinta stagione con immagini inedite dal set e interviste allo staff di produzione. |
| 7  | The Game Revealed                              | 1º maggio-26 giugno 2016 | 60 minuti (totale)  | Documentario in 5 parti sulla produzione della sesta stagione con immagini inedite dal set e interviste allo staff di produzione. Ogni parte analizza la produzione di due episodi della stagione.                                               |
| 8  | The Game Revealed                              | 28 agosto-9 ottobre 2017 | 102 minuti (totale) | Documentario in 7 parti sulla produzione della settima stagione con immagini inedite dal set e interviste allo staff di produzione. Ogni parte analizza la produzione di un episodio della stagione.                                             |
| 9  | The Game Revealed                              | 14 aprile-12 maggio 2019 | 132 minuti (totale) | Documentario in 5 parti sulla produzione dell'ottava e ultima stagione con immagini inedite dal set e interviste al cast e allo staff di produzione. Ogni parte analizza la produzione di un episodio della stagione, tranne il finale di serie. |
| 10 | The Last Watch                                 | 26 maggio 2019           | 113 minuti          | Film documentario sulla produzione dell'ultima stagione con interviste al cast e allo staff di produzione. |

### Prodotti correlati
Nel periodo della serie vengono lanciati altri nuovi prodotti legati ai romanzi delle Cronache del ghiaccio e del fuoco: viene pubblicato il nuovo romanzo di George R. R. Martin, A Dance with Dragons e vengono prodotti due videogiochi ispirati alla serie letteraria, A Game of Thrones - Genesis e un videogioco di ruolo intitolato Game of Thrones.
Un fumetto intitolato A Game of Thrones, basato sull'omonimo romanzo (quindi con la stessa trama della serie televisiva), viene pubblicato a partire da settembre 2011 con il marchio HBO in copertina.
Ispirati ai romanzi e allo sceneggiato sono stati sviluppati alcuni giochi da tavolo: A Song of Ice and Fire, gioco di miniature a livello tattico apparso inizialmente su Kickstarter e quindi nei negozi, che consiste di una prima scatola base (starter set) con le case Stark e Lannister a cui sono seguiti altri starter set riferiti alle altre casate (Baratheon, Guardiani della notte, Targaryen ecc.) con espansioni aggiuntive di completamento, Il Trono di Spade, gioco di carte CCG, Il Trono di Spade, con domande riferite allo sceneggiato e simile a Trivial Pursuit, a Game of Thrones – The board game, Risiko! Il trono di spade.

## Distribuzione
La serie televisiva è andata in onda per la prima volta negli Stati Uniti il 17 aprile 2011 sul canale HBO, mentre nel Regno Unito e in Irlanda è uscita il 18 aprile sul canale Sky Atlantic. In Italia la serie esordì l'11 novembre 2011 su Sky Cinema 1. A partire dal 6 aprile 2014 la serie va in onda su Sky Atlantic. La serie ha debuttato su Canal+ in Danimarca, Finlandia, Norvegia e Svezia il 4 maggio 2011, in Spagna il 9 maggio.
Il seguente elenco cita le reti televisive che trasmettono la serie nel mondo.
- Argentina - HBO
- Australia - Showcase
- Belgio - RTBF
- Bosnia ed Erzegovina - HBO
- Brasile - HBO
- Bulgaria - HBO
- Canada - HBO Canada, Super Ecran
- Croazia - HBO
- Rep. Ceca - HBO
- Danimarca - Canal+
- Estonia - ETV, Fox Life
- Finlandia - Canal+
- Francia - Orange Cinéma Séries
- Germania - TNT Serie
- Grecia - Nova Cinema
- Ungheria - HBO
- India - HBO
- Irlanda - Sky Atlantic
- Israele - Yes Action
- Italia - Sky Cinema 1 (st. 1-3), Sky Atlantic (st. 4-8)
- Macedonia del Nord - HBO
- Moldavia - HBO
- Montenegro - HBO
- Norvegia - Canal+
- Pakistan - HBO
- Filippine - HBO
- Polonia - HBO
- Portogallo - Syfy
- Romania - HBO
- Russia - Fox Life
- Spagna - Canal+
- Serbia - HBO
- Slovacchia - HBO
- Slovenia - HBO
- Sudafrica - M-Net
- Regno Unito - Sky Atlantic

### Divieti
La serie televisiva è classificata TV-MA LSV, ovvero inadatta a un pubblico inferiore ai 18 anni, a causa del linguaggio esplicito e di scene di violenza, di nudità e di sesso.

### Edizioni in DVD e Blu-ray Disc
| Stagione completa | Date di uscita   | Date di uscita     | Date di uscita          | Date di uscita   |
| Stagione completa | Regione 1        | Regione 2 (Italia) | Regione 2 (Regno Unito) | Regione 4        |
| ----------------- | ---------------- | ------------------ | ----------------------- | ---------------- |
| 1ª                | 6 marzo 2012     | 3 ottobre 2012     | 5 marzo 2012            | 7 marzo 2012     |
| 2ª                | 19 febbraio 2013 | 17 aprile 2013     | 4 marzo 2013            | 6 marzo 2013     |
| 3ª                | 18 febbraio 2014 | 9 aprile 2014      | 17 febbraio 2014        | 19 febbraio 2014 |
| 4ª                | 17 febbraio 2015 | 1º aprile 2015     | 16 febbraio 2015        | 18 febbraio 2015 |
| 5ª                | 15 marzo 2016    | 20 aprile 2016     | 14 marzo 2016           | 16 marzo 2016    |
| 6ª                | 15 novembre 2016 | 15 marzo 2017      | 14 novembre 2016        | 16 novembre 2016 |
| 7ª                | 12 dicembre 2017 | 14 dicembre 2017   | 11 dicembre 2017        | 13 dicembre 2017 |
| 8ª                | 3 dicembre 2019  | 4 dicembre 2019    | 2 dicembre 2019         | 4 dicembre 2019  |

## Accoglienza

Logo della serie

Le aspettative registrate per questa serie furono molto elevate, tanto che la serie venne definita la più attesa del 2011.
L'autore dei romanzi da cui è tratta la serie televisiva, George R. R. Martin, si è detto soddisfatto del risultato, affermando che la serie è molto fedele all'opera letteraria e che gli attori sono stati all'altezza delle aspettative.
Il giudizio della critica, prima della messa in onda della serie, è stato estremamente positivo, e i buoni ascolti del primo episodio hanno convinto HBO a produrre una seconda stagione.

### Ascolti
Negli Stati Uniti, gli ascolti della prima stagione aumentarono di episodio in episodio, partendo da 2,2 milioni di telespettatori e superando i 3 milioni con il finale del 19 giugno 2011. Con la seconda stagione, i telespettatori furono in media 3,8 milioni a episodio e superarono i 4 milioni con il finale. La terza stagione fu un decollo fin dalla première e, grazie agli alti ascolti della quarta stagione, che superò i 7 milioni di spettatori per episodio ben quattro volte, la serie spodestò True Blood e I Soprano, raggiungendo la prima posizione nella classifica delle serie più viste di HBO. La quinta stagione registrò ascolti piuttosto variabili, ma stabilì un nuovo record superando gli 8 milioni di telespettatori con il finale del 14 giugno 2015. La sesta stagione registrò una media record per episodio di circa 7,7 milioni di telespettatori e raggiunse quasi 9 milioni di telespettatori con il finale del 26 giugno 2016. La settima stagione registrò immediatamente dei nuovi record di ascolto, superando per la prima volta i 10 milioni di telespettatori con la première. Il finale raggiunse un numero record di 12,1 milioni di telespettatori, aiutando la stagione a raggiungere una nuova media record di 10,3 milioni di telespettatori per episodio. L'ottava e ultima stagione è partita con 11,8 milioni di telespettatori ed è terminata con 13,6 milioni, raggiungendo una media di quasi 12 milioni per episodio. L'episodio finale del 19 maggio 2019 è il più visto della serie televisiva e della storia di HBO. Tuttavia nell'ottava stagione si è registrato un crollo verticale dei consensi, sia da parte del pubblico che della critica (benché in misura minore): addirittura, su Rotten Tomatoes le recensioni del pubblico sono passate da una media di consensi del 93% per le prime 7 stagioni ad appena il 30% per l'ultima, cosa anch'essa senza precedenti per una serie televisiva.
I seguenti dati fanno riferimento alla prima visione su HBO.
Milioni di telespettatoriStagioni03691215Prima (2011)Quinta (2015)Primo episodioSecondo episodioTerzo episodioQuarto episodioQuinto episodioSesto episodioSettimo episodioOttavo episodioNono episodioDecimo episodio
| Stagione       | Ep. 1  | Ep. 2  | Ep. 3  | Ep. 4  | Ep. 5  | Ep. 6  | Ep. 7  | Ep. 8 | Ep. 9 | Ep. 10 | Media  |
| -------------- | ------ | ------ | ------ | ------ | ------ | ------ | ------ | ----- | ----- | ------ | ------ |
| Prima (2011)   | 2,220  | 2,200  | 2,440  | 2,450  | 2,580  | 2,440  | 2,400  | 2,720 | 2,660 | 3,040  | 2,515  |
| Seconda (2012) | 3,858  | 3,759  | 3,766  | 3,654  | 3,903  | 3,879  | 3,694  | 3,864 | 3,384 | 4,200  | 3,796  |
| Terza (2013)   | 4,366  | 4,270  | 4,724  | 4,870  | 5,349  | 5,500  | 4,840  | 5,131 | 5,220 | 5,393  | 4,966  |
| Quarta (2014)  | 6,640  | 6,310  | 6,590  | 6,948  | 7,155  | 6,399  | 7,195  | 7,166 | 6,948 | 7,093  | 6,844  |
| Quinta (2015)  | 7,997  | 6,805  | 6,711  | 6,815  | 6,559  | 6,244  | 5,402  | 7,009 | 7,136 | 8,112  | 6,879  |
| Sesta (2016)   | 7,944  | 7,286  | 7,281  | 7,822  | 7,890  | 6,710  | 7,801  | 7,600 | 7,660 | 8,889  | 7,688  |
| Settima (2017) | 10,105 | 9,270  | 9,245  | 10,167 | 10,718 | 10,240 | 12,100 | –     | –     | –      | 10,260 |
| Ottava (2019)  | 11,760 | 10,287 | 12,017 | 11,795 | 12,479 | 13,613 | –      | –     | –     | –      | 11,992 |

### Critica
La seguente tabella elenca i punteggi, espressi in centesimi, assegnati dalla critica professionale e dagli utenti secondo gli aggregatori Metacritic e Rotten Tomatoes.
Punteggio in centesimiStagioni020406080100PrimaTerzaQuintaSettimaMetacritic - CriticaMetacritic - UtentiRotten Tomatoes - CriticaRotten Tomatoes - Utenti
| Aggregatore     | Aggregatore | Stagioni | Stagioni | Stagioni | Stagioni | Stagioni | Stagioni | Stagioni | Stagioni |
| Aggregatore     | Aggregatore | Prima    | Seconda  | Terza    | Quarta   | Quinta   | Sesta    | Settima  | Ottava   |
| --------------- | ----------- | -------- | -------- | -------- | -------- | -------- | -------- | -------- | -------- |
| Metacritic      | Critica     | 80       | 90       | 91       | 94       | 91       | 73       | 77       | 75       |
| Metacritic      | Utenti      | 91       | 91       | 92       | 92       | 82       | 83       | 78       | 41       |
| Rotten Tomatoes | Critica     | 90       | 96       | 96       | 97       | 93       | 94       | 93       | 58       |
| Rotten Tomatoes | Utenti      | 96       | 97       | 97       | 97       | 90       | 93       | 83       | 31       |
| Media           | Media       | 91,75    | 93,5     | 94       | 95       | 89       | 85,75    | 82,75    | 51,5     |

I dati sono aggiornati al 26 febbraio 2020.

## Riconoscimenti
Il 14 luglio 2011 la serie ha ottenuto 13 candidature ai Primetime Emmy 2011, incluse quella per la "miglior serie televisiva drammatica" e quella per il "miglior attore non protagonista", premio vinto da Peter Dinklage il 18 settembre. Il 12 settembre 2011 la serie ha ricevuto un Primetime Creative Arts Emmy Award per il "miglior design di una sigla".
Il 7 agosto la serie è stata premiata come "miglior nuova serie televisiva" alla 27ª edizione dei Television Critics Association Award.
La serie ha ottenuto sette candidature agli Scream Award 2011, vincendo nelle categorie "miglior serie televisiva", "miglior attore non protagonista" (Peter Dinklage) e "miglior attrice esordiente" (Emilia Clarke).
Emilia Clarke ha vinto un EWwy Award nel 2011 come miglior attrice non protagonista.
Il 24 ottobre 2011 CableFAX offre il riconoscimento come "miglior serie televisiva trasmessa via cavo".
Peter Dinklage, nel 2012, vince anche un Golden Globe come "miglior attore non protagonista in una serie tv drammatica" ed un Satellite Award come "miglior attore non protagonista in una serie, mini-serie o film per la televisione".
Agli Screen Actors Guild Awards del 2012 risulta vincitrice nella categoria "Miglior performance dell'intero cast di stuntman per una serie TV".
La prima stagione della serie televisiva viene inoltre premiata con un Peabody Award.
La serie entra nel Guinness dei primati come la serie televisiva trasmessa simultaneamente nel maggior numero di paesi, esattamente 173, ed è stato raggiunto con la messa in onda del secondo episodio della quinta stagione (Il nuovo comandante).
Nel 2019, con l'ottava ed ultima stagione, la serie ha vinto per la quarta volta il Premio Emmy per la miglior serie televisiva drammatica.
Segue la lista completa dei premi vinti e delle nomination ricevute.
- 2011 - AFI TV Awards
  - Programmi dell'anno
- 2011 - TCA Awards
  - Miglior nuovo programma
  - Candidato - Miglior attore drammatico a Peter Dinklage
  - Candidato - Miglior serie televisiva drammatica
  - Candidato - Programma dell'anno
- 2011 - Premi Emmy
  - Miglior attore non protagonista in una serie televisiva drammatica a Peter Dinklage
  - Miglior design di una sigla a Angus Wall, Robert Feng, Kirk H. Shintani e Robert Feng
  - Candidato - Miglior serie televisiva drammatica
  - Candidato - Miglior sceneggiatura per una serie drammatica a David Benioff e D. B. Weiss per l'episodio La confessione
  - Candidato - Miglior regia per una serie televisiva drammatica a Tim Van Patten per l'episodio L'inverno sta arrivando
  - Candidato - Miglior casting per una serie televisiva drammatica a Nina Gold e Robert Sterne
  - Candidato - Migliori costumi per una serie a Michele Clapton e Rachael Webb-Crozier per l'episodio La guerra alle porte
  - Candidato - Migliori acconciature per una serie single-camera a Kevin Alexander e Candice Banks per l'episodio La corona d'oro
  - Candidato - Miglior trucco per una serie single-camera (non prostetico) a Paul Engelen e Melissa Lackersteen per l'episodio L'inverno sta arrivando
  - Candidato - Miglior trucco prostetico per una serie, miniserie, film o speciale a Paul Engelen e Conor O'Sullivan per l'episodio La corona d'oro
  - Candidato - Miglior montaggio audio per una serie televisiva a Robin Quinn, Steve Fanagan, Eoghan McDonnell, Jon Stevenson, Tim Hands, Stefan Henrix, Caoimhe Doyle, Michelle McCormack e Andy Kennedy per l'episodio La corona d'oro
  - Candidato - Migliori effetti speciali e visivi a Rafael Morant, Adam McInnes, Graham Hills, Lucy Ainsworth-Taylor, Stuart Brisdon, Damien Macé, Henry Badgett e Angela Barson per l'episodio Fuoco e sangue
  - Candidato - Miglior coordinamento stunt per una serie drammatica, miniserie o film a Paul Jennings per l'episodio Il lupo e il leone
- 2011 - Scream Award
  - Miglior attore non protagonista a Peter Dinklage
  - Miglior programma televisivo
  - Miglior performance femminile a Emilia Clarke
  - Candidato - Miglior intero cast
  - Candidato - Miglior attore fantasy a Sean Bean
  - Candidato - Miglior attrice fantasy a Lena Headey
  - Candidato - Mutilazione più memorabile a "Testa ricoperta d'oro fuso" dall'episodio La corona d'oro
  - Candidato - L'ultimo grido
- 2011 - Artios Award
  - Candidato - Miglior casting per un episodio pilota drammatic a Nina Gold
  - Candidato - Miglior casting per una serie televisiva drammatica a Nina Gold
- 2011 - Satellite Awards
  - Miglior attore non protagonista in una serie, miniserie o film per la televisione a Peter Dinklage
  - Candidato - Miglior serie televisiva di genere
- 2012 - People's Choice Awards
  - Candidato - Miglior serie televisiva drammatica via cavo
- 2012 - Golden Globe
  - Miglior attore non protagonista in una serie a Peter Dinklage
  - Candidato - Miglior serie televisiva drammatica
- 2012 - Screen Actors Guild Awards
  - Miglior performance dell'intero cast di stuntman per una serie televisiva
  - Candidato - Miglior performance dell'intero cast in una serie drammatica a Amrita Acharia, Mark Addy, Alfie Allen, Josef Altin, Sean Bean, Susan Brown, Emilia Clarke, Nikolaj Coster-Waldau, Peter Dinklage, Ron Donachie, Michelle Fairley, Jerome Flynn, Elyes Gabel, Iain Glen, Julian Glover, Kit Harington, Lena Headey, Isaac Hempstead Wright, Conleth Hill, Richard Madden, Jason Momoa, Rory McCann, Ian McElhinney, Luke McEwan, Roxanne McKee, Dar Salim, Mark Stanley, Donald Sumpter, Sophie Turner, Maisie Williams
- 2012 - Writers Guild of America Award
  - Candidato - Miglior sceneggiatura per una nuova serie a David Benioff, Bryan Cogman, Jane Espenson, George R.R. Martin, D.B. Weiss
  - Candidato - Miglior sceneggiatura per una serie televisiva drammatica a David Benioff, Bryan Cogman, Jane Espenson, George R.R. Martin, D.B. Weiss
- 2012 - Peabody Award
  - Premio Peabody
- 2012 - AFI TV Awards
  - Programmi dell'anno
- 2012 - TCA Awards
  - Programma dell'anno
  - Candidato - Miglior attore drammatico a Peter Dinklage
  - Candidato - Miglior serie televisiva drammatica
- 2012 - Premi Emmy
  - Miglior direzione artistica per una serie single-camera a Gemma Jackson, Frank Walsh e Tina Jones per gli episodi Il Giardino di Ossa, Il fantasma della fortezza e Un uomo senza onore
  - Migliori costumi per una serie a Michele Clapton, Alexander Fordham e Chloe Aubry per l'episodio Il principe di Grande Inverno
  - Miglior trucco per una serie single-camera (non prostetico) a Paul Engelen e Melissa Lackersteen per l'episodio Vecchi e nuovi dei
  - Miglior montaggio audio per una serie televisiva a Peter Brown, Kira Roessler, Tim Hands, Paul Aulicino, Stephen P. Robinson, Vanessa Lapato, Brett Voss, James Moriana, Jeffrey Wilhoit e David Klotz per l'episodio L'assedio
  - Miglior missaggio audio per una serie drammatica o commedia (di un'ora) a Matthew Waters, Onnalee Blank, Ronan Hill e Mervyn Moore per l'episodio L'assedio
  - Migliori effetti speciali e visivi a Rainer Gombos, Juri Stanossek, Sven Martin, Steve Kullback, Jan Fiedler, Chris Stenner, Tobias Mannewitz, Thilo Ewers e Adam Chazen per l'episodio Chiunque può essere ucciso
  - Candidato - Miglior serie televisiva drammatica
  - Candidato - Miglior attore non protagonista in una serie televisiva drammatica a Peter Dinklage
  - Candidato - Miglior casting per una serie televisiva drammatica a Nina Gold e Robert Sterne
  - Candidato - Miglior realizzazione nell'interactive media (estensione digitale) a HBO
  - Candidato - Migliori acconciature per una serie single-camera a Kevin Alexander, Candice Banks, Rosalia Culora e Gary Machin per l'episodio Vecchi e nuovi dei
  - Candidato - Miglior trucco prostetico per una serie, miniserie, film o speciale a Paul Engelen, Conor O'Sullivan e Rob Trenton per l'episodio Chiunque può essere ucciso
- 2012 - Artios Award
  - Candidato - Miglior casting per una serie televisiva drammatica a Nina Gold
- 2012 - Critics' Choice Television Awards
  - Candidato - Miglior serie televisiva drammatica
  - Candidato - Miglior attore non protagonista in una serie televisiva drammatica a Peter Dinklage
- 2012 - Golden Nymph Award
  - Miglior produttore internazionale a David Benioff, Frank Doelger, Carolyn Strauss e D.B. Weiss
- 2012 - Golden Reel Awards
  - Miglior montaggio audio (dialogo - forma breve) per l'episodio Il giuramento
  - Miglior montaggio audio (effetti sonori - forma breve) per l'episodio L'inverno sta arrivando
- 2012 - Premio Hugo
  - Miglior rappresentazione drammatica, forma lunga a David Benioff, D. B. Weiss, Bryan Cogman, Jane Espenson, George R. R. Martin, Tim Van Patten, Brian Kirk, Daniel Minahan e Alan Taylor per Il Trono di Spade (prima stagione)
- 2012 - Kerrang! Awards
  - Miglior programma televisivo
- 2012 - Producers Guild of America Award
  - Candidato - Miglior produttore di un'opera televisiva episodica drammatica a David Benioff, Frank Doelger, Mark Huffam, Carolyn Strauss e D.B. Weiss
- 2012 - Saturn Awards
  - Candidato - Miglior presentazione televisiva
  - Candidato - Miglior attore televisivo a Sean Bean
  - Candidato - Miglior attrice televisiva Lena Headey
  - Candidato - Miglior attore non protagonista televisivo a Kit Harington
- 2012 - Satellite Awards
  - Candidato - Miglior attore non protagonista in una serie, miniserie o film per la televisione a Peter Dinklage
  - Candidato - Miglior serie televisiva drammatica
- 2013 - Art Directors Guild Awards
  - Miglior production design in una serie televisiva single-camera di un'ora a Gemma Jackson per l'episodio Il fantasma della fortezza
- 2013 - AFI TV Awards
  - Programmi dell'anno
- 2013 - Costume Designers Guild Awards
  - Candidato - Miglior serie televisiva in costume/fantasy
- 2013 - Cinema Audio Society Awards
  - Candidato - Miglior missaggio audio in una serie televisiva di un'ora a Ronan Hill, Onnalee Blank, Mathew Waters e Brett Voss per l'episodio L'assedio
- 2013 - TCA Awards
  - Miglior serie televisiva drammatica
  - Candidato - Programma dell'anno
- 2013 - Premi Emmy
  - Miglior trucco per una serie single-camera (non prostetico) a Paul Engelen e Melissa Lackersteen per l'episodio Baciata dal fuoco
  - Migliori effetti speciali e visivi a Doug Campbell, Rainer Gombos, Juri Stanossek, Sven Martin, Steve Kullback, Jan Fiedler, Chris Stenner, Tobias Mannewitz, Thilo Ewers e Adam Chazen per l'episodio Valar Dohaeris
  - Candidato - Miglior serie televisiva drammatica
  - Candidato - Miglior attore non protagonista in una serie televisiva drammatica a Peter Dinklage
  - Candidato - Miglior attrice non protagonista in una serie televisiva drammatica a Emilia Clarke
  - Candidato - Miglior sceneggiatura per una serie drammatica a David Benioff e D.B. Weiss per l'episodio Le piogge di Castamere
  - Candidato - Miglior attrice guest star in una serie televisiva drammatica a Diana Rigg per l'episodio E ora la sua guardia si è conclusa
  - Candidato - Miglior direzione artistica per una serie single-camera a Gemma Jackson, Frank Walsh e Tina Jones per l'episodio Valar Dohaeris
  - Candidato - Miglior casting per una serie televisiva drammatica a Nina Gold e Robert Sterne
  - Candidato - Miglior fotografia per una serie single-camera a Rob McLachlan per l'episodio Mhysa
  - Candidato - Migliori costumi per una serie a Michele Clapton, Alexander Fordham e Chloe Aubry per l'episodio Il cammino del supplizio
  - Candidato - Migliori acconciature per una serie single-camera a Kevin Alexander, Candice Banks, Rosalia Culora e Gary Machin per l'episodio I Secondi Figli
  - Candidato - Miglior realizzazione nell'interactive media (estensione digitale) a HBO
  - Candidato - Miglior trucco prostetico per una serie, miniserie, film o speciale a Paul Engelen, Conor O'Sullivan e Rob Trenton per l'episodio Valar Dohaeris
  - Candidato - Miglior montaggio video per una serie drammatica single-camera a Oral Ottey per l'episodio Le piogge di Castamere
  - Candidato - Miglior montaggio audio per una serie televisiva a Peter Brown, Kira Roessler, Tim Hands, Paul Aulicino, Stephen P. Robinson, Vanessa Lapato, Brett Voss, James Moriana, Jeffrey Wilhoit e David Klotz per l'episodio E ora la sua guardia si è conclusa
  - Candidato - Miglior missaggio audio per una serie drammatica o commedia (di un'ora) a Matthew Waters, Onnalee Blank, Ronan Hill e Mervyn Moore per l'episodio E ora la sua guardia si è conclusa
- 2013 - Critics' Choice Television Awards
  - Miglior serie televisiva drammatica
  - Candidato - Miglior attore non protagonista in una serie televisiva drammatica a Nikolaj Coster-Waldau
  - Candidato - Miglior attrice non protagonista in una serie televisiva drammatica a Emilia Clarke
  - Candidato - Miglior guest star in una serie televisiva drammatica a Diana Rigg
- 2013 - Golden Reel Awards
  - Miglior montaggio audio (dialogo - forma lunga) per l'episodio Chiunque può essere ucciso
  - Miglior montaggio audio (effetti sonori - forma lunga) per l'episodio Chiunque può essere ucciso
  - Candidato - Miglior montaggio audio (dialogo - forma breve) per l'episodio L'assedio
  - Candidato - Miglior montaggio audio (musica - forma breve) per l'episodio L'assedio
  - Candidato - Miglior montaggio audio (effetti sonori - forma breve) per l'episodio L'assedio
- 2013 - Hollywood Post Alliance Awards
  - Miglior suono - Televisione a Paula Fairfield, Brad Katona, Jed Dodge, Onnalee Blank e Mathew Waters per l'episodio La scalata
  - Migliori effetti visivi - Televisione a Joe Bauer, Jabbar Raisani, Jörn Grosshans, Sven Martin e Doug Campbell per l'episodio Valar Dohaeris
  - Candidato - Miglior gradazione dei colori - Televisione a Joe Finley per l'episodio Baciata dal fuoco
- 2013 - Premio Hugo
  - Miglior rappresentazione drammatica, forma breve a Neil Marshall e George R. R. Martin per l'episodio L'assedio
- 2013 - Irish Film and Television Award
  - Candidato - Miglior serie televisiva drammatica
- 2013 - Producers Guild of America Award
  - Candidato - Miglior produttore di un'opera televisiva episodica drammatica a David Benioff, Bernadette Caulfield, Frank Doelger, Carolyn Strauss e D.B. Weiss
- 2013 - Saturn Awards
  - Candidato - Miglior presentazione televisiva
- 2013 - Satellite Awards
  - Miglior serie televisiva di genere
  - Candidato - Miglior attore non protagonista in una serie, miniserie o film per la televisione a Nikolaj Coster-Waldau
  - Candidato - Miglior attrice non protagonista in una serie, miniserie o film per la televisione a Emilia Clarke
- 2013 - Screen Actors Guild Awards
  - Miglior performance dell'intero cast di stuntman per una serie televisiva a Rob Cooper, Jamie Edgell, Dave Fisher, Dave Forman, Paul Herbert, Michelle McKeown, Sian Miline, Jimmy O’Dee, Domonkos Pardanyi, Marcus Shakesheff, CC Smiff e Mark Southworth
- 2013 - Visual Effects Society
  - Miglior personaggio animato in uno spot pubblicitario o in un programma televisivo a Irfan Celik, Florian Friedmann, Ingo Schachner e Chris Stenner per "Allenamento dei draghi"
  - Miglior composizione in un programma televisivo a Falk Boje, Esther Engel, Alexey Kuchinsky e Klaus Wuchta per "Esercito di Estranei"
  - Miglior ambiente ricreato in uno spot pubblicitario o in un programma televisivo a Rene Borst, Thilo Ewers, Adam Figielski e Jonas Stuckenbrock per "Pyke"
  - Migliori effetti visivi in un programma televisivo a Rainer Gombos, Steve Kullback, Sven Martin e Juri Stanossek per l'episodio Chiunque può essere ucciso
- 2013 - Writers Guild of America Award
  - Candidato - Miglior sceneggiatura per una serie televisiva drammatica a David Benioff, Bryan Cogman, George R.R. Martin, Vanessa Taylor, D.B. Weiss
- 2013 - Young Artist Awards
  - Candidato - Miglior performance in una serie televisiva - Giovane attore non protagonista a Isaac Hempstead Wright
  - Candidato - Miglior performance in una serie televisiva - Giovane attrice non protagonista a Sophie Turner
  - Candidato - Miglior performance in una serie televisiva - Giovane attrice non protagonista a Maisie Williams
- 2014 - American Cinema Editors
  - Candidato - Miglior montaggio per una serie televisiva di un'ora a Oral Norrie Ottey per l'episodio Le piogge di Castamere
- 2014 - Art Directors Guild Awards
  - Miglior production design in una serie televisiva single-camera di un'ora a Gemma Jackson per l'episodio Valar Dohaeris
- 2014 - American Society of Cinematographers
  - Miglior fotografia in una serie televisiva episodica di un'ora a Jonathan Freeman per l'episodio Valar Dohaeris
  - Candidato - Miglior fotografia in una serie televisiva episodica di un'ora a Anette Haellmigk per l'episodio Baciata dal fuoco
- 2014 - Cinema Audio Society Awards
  - Candidato - Miglior missaggio audio in una serie televisiva di un'ora a Ronan Hill, Onnalee Blank, Mathew Waters e Brett Voss per l'episodio Le piogge di Castamere
- 2014 - TCA Awards
  - Candidato - Miglior serie televisiva drammatica
  - Candidato - Programma dell'anno
- 2014 - Premi Emmy
  - Miglior direzione artistica per una serie contemporanea o fantasy single-camera a Deborah Riley, Paul Ghirardani e Rob Cameron per gli episodi Le leggi degli dei e degli uomini e La Vipera e la Montagna
  - Migliori costumi per una serie a Michele Clapton, Sheena Wichary, Alexander Fordham e Nina Ayres per l'episodio Il leone e la rosa
  - Miglior trucco prostetico per una serie, miniserie, film o speciale a Jane Walker e Barrie Gower per l'episodio I Figli della Foresta
  - Migliori effetti speciali e visivi a Joe Bauer, Joern Grosshans, Steve Kullback, Adam Chazen, Eric Carney, Sabrina Gerhardt, Matthew Rouleau, Thomas H. Schelesny e Robert Simon per l'episodio I Figli della Foresta
  - Candidato - Miglior serie televisiva drammatica
  - Candidato - Miglior attore non protagonista in una serie televisiva drammatica a Peter Dinklage
  - Candidato - Miglior attrice non protagonista in una serie televisiva drammatica a Lena Headey
  - Candidato - Miglior sceneggiatura per una serie drammatica a David Benioff e D.B. Weiss per l'episodio I Figli della Foresta
  - Candidato - Miglior regia per una serie televisiva drammatica a Neil Marshall per l'episodio Il coraggio di pochi
  - Candidato - Miglior attrice guest star in una serie televisiva drammatica a Diana Rigg
  - Candidato - Miglior casting per una serie televisiva drammatica a Nina Gold e Robert Sterne
  - Candidato - Miglior fotografia per una serie single-camera a Jonathan Freeman per l'episodio Le due spade
  - Candidato - Miglior fotografia per una serie single-camera a Anette Haellmigk per l'episodio Il leone e la rosa
  - Candidato - Migliori acconciature per una serie single-camera a Kevin Alexander, Candice Banks, Rosalia Culora, Gary Machin e Nicola Mount per l'episodio Il leone e la rosa
  - Candidato - Miglior realizzazione nell'interactive media (estensione digitale) a Sabrina Caluori, Paul Beddoe-Stephens, Jim Marsh, Michael McMorrow e Michael McMillian per Game of Thrones Première – Facebook Live and Instagram
  - Candidato - Miglior trucco per una serie single-camera (non prostetico) a Jane Walker e Ann McEwan per l'episodio In cerca di un colpevole
  - Candidato - Miglior composizione musicale per una serie televisiva a Ramin Djawadi per l'episodio La Vipera e la Montagna
  - Candidato - Miglior montaggio audio per una serie televisiva a Tim Kimmel, Jed M. Dodge, Tim Hands, Paula Fairfield, David Klotz, Bradley C. Katona, Brett Voss, Jeffrey Wilhoit e Dylan T. Wilhoit per l'episodio Il coraggio di pochi
  - Candidato - Miglior missaggio audio per una serie drammatica (di un'ora) a Ronan Hill, Richard Dyer, Onnalee Blank e Mathew Waters per l'episodio Il coraggio di pochi
  - Candidato - Miglior coordinamento stunt per una serie drammatica, miniserie o film a Paul Herbert
- 2014 - Critics' Choice Television Awards
  - Candidato Miglior serie televisiva drammatica
  - Candidato - Miglior guest star in una serie televisiva drammatica a Diana Rigg
- 2014 - Directors Guild of America Award
  - Candidato - Miglior regia per una serie televisiva drammatica a David Nutter per l'episodio Le piogge di Castamere
- 2014 - Golden Reel Awards
  - Miglior montaggio audio (dialogo - forma breve) a Jed Dodge e Tim Hands per l'episodio Le piogge di Castamere
  - Miglior montaggio audio (musica - forma breve) a David Klotz per l'episodio Le piogge di Castamere
  - Candidato - Miglior montaggio audio (effetti sonori - forma breve) a Tim Kimmel per l'episodio Le piogge di Castamere
- 2014 - Premio Hugo
  - Miglior rappresentazione drammatica, forma breve a David Benioff, David Nutter e D. B. Weiss per l'episodio Le piogge di Castamere
- 2014 - Location Managers Guild Awards
  - Miglior programma televisivo filmato in location
  - Miglior Location Professional per un programma televisivo a Robert Boake
- 2014 - Producers Guild of America Award
  - Candidato - Miglior produttore di un'opera televisiva episodica drammatica a David Benioff, Bernadette Caulfield, Frank Doelger, Christopher Newman, Greg Spence, Carolyn Strauss e D.B. Weiss
- 2014 - Royal Television Society
  - Programma internazionale
- 2014 - Saturn Awards
  - Candidato - Miglior presentazione televisiva
  - Candidato - Miglior giovane attore a Jack Gleeson
  - Candidato - Miglior attore non protagonista televisivo a Nikolaj Coster-Waldau
  - Candidato - Miglior attrice non protagonista televisiva a Gwendoline Christie
  - Candidato - Miglior attrice non protagonista televisiva a Michelle Fairley
- 2014 - Screen Actors Guild Awards
  - Miglior performance dell'intero cast di stuntman per una serie televisiva commedia o drammatica a Rachelle Beinart, Richard Bradshaw, Ben Dimmock, Levan Doran, Jamie Edgell, Bradley Farmer, Jozsef Fodor, Dave Forman, Paul Herbert, Paul Howell, Daniel Naprous, Florian Robin, CC Smiff e Roy Taylor
  - Candidato - Miglior performance di un attore maschile in una serie televisiva drammatica a Peter Dinklage
  - Candidato - Miglior performance dell'intero cast in una serie drammatica a Alfie Allen, John Bradley, Oona Chaplin, Gwendoline Christie, Emilia Clarke, Nikolaj Coster-Waldau, Mackenzie Crook, Charles Dance, Joe Dempsie, Peter Dinklage, Natalie Dormer, Nathalie Emmanuel, Michelle Fairley, Jack Gleeson, Iain Glen, Kit Harington, Lena Headey, Isaac Hempstead Wright, Kristofer Hivju, Paul Kaye, Sibel Kekilli, Rose Leslie, Richard Madden, Rory McCann, Michael McElhatton, Ian McElhinney, Philip McGinley, Hannah Murray, Iwan Rheon, Sophie Turner, Carice Van Houten, Maisie Williams
- 2014 - Visual Effects Society
  - Miglior composizione in un programma televisivo a Kirk Brillon, Steve Gordon, Geoff Sayer e Winston Lee per "La scalata"
  - Miglior ambiente ricreato in uno spot pubblicitario o in un programma televisivo a Patrick Zentis, Mayur Patel, Nitin Singh e Tim Alexander per "La scalata"
  - Migliori effetti visivi in un programma televisivo a Steve Kullback, Joe Bauer, Jörn Großhans, Sven Martin per l'episodio Valar Dohaeris
  - Candidato - Miglior personaggio animato in uno spot pubblicitario o in un programma televisivo a Philip Meyer, Ingo Schachner, Travis Nobles e Florian Friedmann per "Crescita dei draghi"
- 2015 - ADG Excellence in Production Design Award
  - Miglior scenografia in una serie televisiva fantasy single-camera di un'ora a Deborah Riley per gli episodi Le leggi degli dei e degli uomini e La Vipera e la Montagna
- 2015 - Cinema Audio Society Awards
  - Miglior missaggio audio per una serie televisiva di un'ora a Ronan Hill, Richard Dyer, Onnalee Blank, Mathew Waters, Mathew Waters e Brett Voss.
- 2015 - Critics' Choice Television Award
  - Candidato - Miglior serie televisiva drammatica
  - Candidato - Miglior serie bingeworthy
- 2015 -Costume Designers Guild Awards
  - Migliori costumi in una serie televisiva in costume/fantasy a Michele Clapton
- 2015 - Empire Awards
  - Empire Hero Award
- 2015 - Directors Guild of America Award
- Candidato - Miglior regia per una serie televisiva drammatica a Alex Graves per l'episodio I Figli della Foresta
- 2015 - GLAAD Media Award
  - Candidato - Miglior serie televisiva drammatica
- 2015 - Golden Globe
  - Candidato - Miglior serie televisiva drammatica
- 2015 - Premio Hugo
  - Candidato - Miglior rappresentazione drammatica, forma breve a David Benioff, D.B. Weiss e Alex Graves per l'episodio La Vipera e la Montagna
- 2015 - 'National Television Awards
  - Candidato - Multichannel
- 2015 - Producers Guild Awards
  - Candidato - Miglior produttore di un'opera televisiva episodica drammatica a David Benioff, Bernadette Caulfield, Frank Doelger, Chris Newman, Greg Spence, Carolyn Strauss e D.B. Weiss
- 2015 - Saturn Awards
  - Miglior serie televisiva (limited run)
  - Miglior giovane attrice televisiva a Maisie Williams
  - Candidato - Miglior attrice non protagonista televisiva a Emilia Clarke
- 2015 - Screen Actors Guild Awards
  - Miglior performance dell'intero cast di stuntman per una serie televisiva
  - Candidato - Miglior performance dell'intero cast in una serie drammatica a Josef Altin, Jacob Anderson, John Bradley, Dominic Carter, Gwendoline Christie, Emilia Clarke, Nikolaj Coster-Waldau, Ben Crompton, Charles Dance, Peter Dinklage, Natalie Dormer, Iain Glen, Julian Glover, Kit Harington, Lena Headey, Conleth Hill, Rory McCann, Ian McElhinney, Pedro Pascal, Daniel Portman, Mark Stanley, Sophie Turner, Maisie Williams
  - Candidato - Miglior performance di un attore in una serie drammatica a Peter Dinklage
- 2015 -Television Critics Association Awards
  - Candidato - Miglior serie televisiva drammatica
  - Candidato - Programma dell'anno
- 2015 - Visual Effects Society
  - Miglior composizione in un programma televisivo fotorealistico o live action a Dan Breckwoldt, Martin Furman, Sophie Marfleet, Eric Andrusyszyn per l'episodio Il coraggio di pochi
  - Migliori effetti visivi in un programma televisivo fotorealistico o live action dominato da effetti visivi per l'episodio I Figli della Foresta
  - Miglior ambiente ricreato in uno spot pubblicitario, in un programma televisivo o in un videogioco a Rene Borst, Christian Zilliken, Jan Burda, Steffen Metzner per "Braavos"
  - Candidato - Miglior composizione in un programma televisivo fotorealistico o live action a Keegan Douglas, Okan Ataman, Brian Fortune e David Lopez per "Attacco degli Spettri"
  - Candidato - Miglior personaggio animato in uno spot pubblicitario, in un programma televisivo o in un videogioco a Philip Meyer, Thomas Kutschera, Igor Majdandzic e Mark Spindler per "Drogon"
- 2015 - Writers Guild of America Award
  - Candidato - Miglior sceneggiatura per una serie televisiva drammatica a David Benioff, Bryan Cogman, George R.R. Martin, D.B. Weiss
  - Candidato - Miglior sceneggiatura per un episodio televisivo drammatico a George R.R. Martin per l'episodio Il leone e la rosa
- 2015 - Premi Emmy
  - Miglior serie televisiva drammatica
  - Miglior attore non protagonista in una serie televisiva drammatica a Peter Dinklage
  - Miglior regia per una serie televisiva drammatica a David Nutter per l'episodio Madre misericordiosa
  - Miglior sceneggiatura per una serie drammatica a David Benioff e D.B. Weiss per l'episodio Madre misericordiosa
  - Miglior casting per una serie televisiva drammatica a Nina Gold, Robert Sterne e Carla Stronge
  - Miglior montaggio video per una serie drammatica single-camera a Katie Weiland per l'episodio La Danza dei Draghi
  - Miglior scenografia per un programma contemporaneo o fantasy (di un'ora o più) a Deborah Riley, Paul Ghirardani e Rob Cameron per l'episodio L'Alto Passero
  - Migliori effetti speciali e visivi a Steve Kullback, Joe Bauer, Adam Chazen, Jabbar Raisani, Eric Carney, Stuart Brisdon, Derek Spears, James Kinnings e Matthew Rouleau per l'episodio La Danza dei Draghi
  - Miglior trucco per una serie single-camera (non prostetico) a Jane Walker e Nicola Matthews per l'episodio Madre misericordiosa
  - Miglior montaggio audio per una serie televisiva a Tim Kimmel, Paula Fairfield, Bradley C. Katona, Peter Bercovitch, David Klotz, Jeffrey Wilhoit e Dylan T. Wilhoit per l'episodio Aspra Dimora
  - Miglior missaggio audio per una serie comica o drammatica (di un'ora) a Ronan Hill, Richard Dyer, Onnalee Blank e Mathew Waters per l'episodio Aspra Dimora
  - Miglior coordinamento stunt per una serie drammatica, miniserie o film a Rowley Irlam
  - Candidato - Miglior attrice non protagonista in una serie televisiva drammatica a Lena Headey
  - Candidato - Miglior attrice non protagonista in una serie televisiva drammatica a Emilia Clarke
  - Candidato - Miglior regia per una serie televisiva drammatica a Jeremy Podeswa per l'episodio Le Serpi delle Sabbie
  - Candidato - Miglior attrice guest star in una serie televisiva drammatica a Diana Rigg
  - Candidato - Migliori costumi per una serie fantasy, miniserie o film in costume a Michele Clapton, Sheena Wichary, Nina Ayres e Alexander Fordham per l'episodio La Danza dei Draghi
  - Candidato - Miglior fotografia per una serie single-camera a Anette Haellmigk per l'episodio I Figli dell'Arpia
  - Candidato - Miglior fotografia per una serie single-camera a Greg Middleton per l'episodio Le Serpi delle Sabbie
  - Candidato - Miglior fotografia per una serie single-camera a Fabian Wagner per l'episodio Aspra Dimora
  - Candidato - Miglior fotografia per una serie single-camera a Rob McLachlan per l'episodio La Danza dei Draghi
  - Candidato - Miglior montaggio video per una serie drammatica single-camera a Tim Porter per l'episodio Aspra Dimora
  - Candidato - Miglior trucco prostetico per una serie, miniserie, film o speciale a Jane Walker, Barrie Gower e Sarah Gower per l'episodio Aspra Dimora
  - Candidato - Migliori acconciature per una serie single-camera a Kevin Alexander, Candice Banks, Rosalia Culora, Gary Machin, Laura Pollock e Nicola Mount per l'episodio Madre misericordiosa
- 2016 - Premi Emmy
  - Miglior serie televisiva drammatica
  - Miglior regia per una serie televisiva drammatica a Miguel Sapochnik per l'episodio La battaglia dei bastardi
  - Miglior sceneggiatura per una serie drammatica a David Benioff e D.B. Weiss per l'episodio La battaglia dei bastardi
  - Miglior scenografia per un programma contemporaneo o fantasy (di un'ora o più) a Deborah Riley, Paul Ghirardani e Rob Cameron per gli episodi Sangue del mio sangue, L'alleanza e Nessuno
  - Migliori costumi per una serie fantasy, miniserie o film in costume a Michele Clapton, Chloe Aubry e Sheena Wichary per l'episodio I venti dell'inverno
  - Miglior casting per una serie televisiva drammatica a Nina Gold, Robert Sterne e Carla Stronge
  - Miglior trucco per una serie single-camera (non prostetico) a Jane Walker, Kate Thompson, Nicola Matthews, Kay Bilk, Marianna Kyriacou e Pamela Smyth per l'episodio La battaglia dei bastardi
  - Miglior missaggio audio per una serie comica o drammatica (di un'ora) a Onnalee Blank, Mathew Waters, Richard Dyer e Ronan Hill per l'episodio La battaglia dei bastardi
  - Migliori effetti speciali e visivi a Steve Kullback, Joe Bauer, Adam Chazen, Derek Spears, Eric Carney, Sam Conway, Matthew Rouleau, Michelle Blok e Glenn Melenhorst per l'episodio La battaglia dei bastardi
  - Miglior coordinamento stunt per una serie drammatica, miniserie o film a Rowley Irlam
  - Miglior montaggio video per una serie drammatica single-camera a Tim Porter per l'episodio La battaglia dei bastardi
  - Miglior trucco prostetico per una serie, miniserie, film o speciale a Jane Walker, Sarah Gower, Emma Sheffield, Tristan Versluis e Barrie Gower per l'episodio Il tempo è giunto
  - Candidato - Miglior attore non protagonista in una serie televisiva drammatica a Peter Dinklage
  - Candidato - Miglior attore non protagonista in una serie televisiva drammatica a Kit Harington
  - Candidato - Miglior attrice non protagonista in una serie televisiva drammatica a Lena Headey
  - Candidato - Miglior attrice non protagonista in una serie televisiva drammatica a Emilia Clarke
  - Candidato - Miglior attrice non protagonista in una serie televisiva drammatica a Maisie Williams
  - Candidato - Miglior regia per una serie televisiva drammatica a Jack Bender per l'episodio Il tempo è giunto
  - Candidato - Miglior attore guest star in una serie televisiva drammatica a Max von Sydow
  - Candidato - Miglior fotografia per una serie single-camera a Greg Middleton per l'episodio Uomini di Ferro
  - Candidato - Miglior montaggio video per una serie drammatica single-camera a Katie Weiland per l'episodio Giuramento infranto
  - Candidato - Migliori acconciature per una serie single-camera a Kevin Alexander, Candice Banks, Nicola Mount, Laura Pollock, Gary Machin e Rosalia Culora per l'episodio Il tempo è giunto
  - Candidato - Miglior realizzazione nell'interactive media (estensione digitale) a HBO per Game Of Thrones Main Titles 360 Experience
  - Candidato - Miglior montaggio audio per una serie televisiva a Tim Kimmel, Tim Hands, Paul Bercovitch, Paula Fairfield, Bradley C. Katona, Michael Wabro, David Klotz, Brett Voss, Jeffrey Wilhoit e Dylan T. Wilhoit per l'episodio Il tempo è giunto
- 2017 - Premio Hugo
  - Candidato - Miglior rappresentazione drammatica, forma breve a David Benioff, D.B. Weiss e Alex Graves per l'episodio La battaglia dei bastardi
  - Candidato - Miglior rappresentazione drammatica, forma breve a David Benioff, D.B. Weiss e Alex Graves per l'episodio Il tempo è giunto

## Parodie
Nel 2013 venne pubblicata su YouTube una webserie parodistica dal titolo School of Thrones: i protagonisti sono gli stessi dei romanzi di Martin (e della serie televisiva), ma sono tutti studenti della Westeros Valley High School. Gli studenti fanno parte di gruppi diversi, i quali prendono il nome dalle casate Stark, Lannister, Baratheon e Targaryen.
Nell'ottobre del 2013 venne pubblicata una parodia da due fumettisti italiani, Barbara Barbieri e Stefano Bonfanti noti anche come Dentiblù, intitolata Il Trono di Spiedi, con protagonista il loro personaggio più iconico, Zannablù.
Dalla serie sono state tratte due parodie pornografiche intitolate Game of Bones e Gay of Thrones.
Dal 2014, Bleacher Report ha creato una parodia della serie in tema NBA, chiamata Game of Zones, con i vari protagonisti che si ritrovano in situazioni simili a quelle del mondo di Westeros.

## Thronecast
Il canale britannico Sky Atlantic ha prodotto una serie intitolata Thronecast: The Official Guide to Game of Thrones, presentata da Geoff Lloyd, in cui si analizzano gli episodi e la realizzazione, con interviste al cast.

## Spin-off
Nel maggio 2017, HBO ha commissionato a cinque sceneggiatori, Max Borenstein, Jane Goldman, Brian Helgeland, Carly Wray e il duo Rand Ravich e Far Shariat lo sviluppo di cinque serie televisive diverse, ambientate tutte nello stesso universo di Game of Thrones, lavorando individualmente con l'autore dei romanzi George R. R. Martin. I nomi in codice di tali progetti erano Bloodmoon, Ten Thousand Ships, Empire of Ash, Aegon's Conquest e The Dance of the Dragons.

### House of the Dragon
Una serie intitolata The Dance of the Dragons, curata da Carly Wray e successivamente da Bryan Cogman, avrebbe dovuto focalizzarsi sulla guerra civile avvenuta diversi anni prima degli eventi di Game of Thrones e si sarebbe basata su alcuni scritti dello stesso Martin, tuttavia il progetto è stato in seguito abbandonato. Successivamente nel mese di settembre 2019 è stato annunciato l'interesse da parte di HBO nel realizzare una serie prequel curata da Martin e Ryan Condal incentrata sulla dinastia dei Targaryen, portando avanti il progetto che già era stato ideato da Cogman nel 2017. Questo prequel, reintitolato House of the Dragon, è stato confermato il 29 ottobre 2019 in seguito alla cancellazione di Bloodmoon. La serie basata sul romanzo Fuoco e Sangue del 2018 consisterà di 10 episodi e vede come produttori esecutivi Martin, Vince Gerardis, Condal, e Miguel Sapochnik. Nel gennaio 2020, HBO ha confermato l'intenzione di distribuire la serie nel 2022. Nel luglio 2020 sono iniziati i casting per la serie. Nell'ottobre 2020 Paddy Considine si è unito al cast nel ruolo di Viserys Targaryen. Nel dicembre 2020 si sono aggiunti al cast Olivia Cooke come Alicent Hightower, Emma D'Arcy come Rhaenyra Targaryen, e Matt Smith come Daemon Targaryen.

### Spin-off in produzione

#### A Knight of The Seven Kingdoms
Nel 2016 Martin propose la serie alla HBO, con il titolo provvisorio Dunk and Egg. Inizialmente la proposta fu rifiutata in favore di una seconda idea, The Dance of the Dragons, che alla fine sarebbe diventata House of the Dragon. Tuttavia nel 2021, HBO si è detta interessata alla realizzazione di una serie tratta dalla raccolta di racconti pubblicata da Martin col titolo Tales of Dunk and Egg, ambientata 90 anni prima degli eventi di Game of Thrones. Nel 2022, Martin ha confermato il cambio di titolo in The Hedge Knight e ha confermato che la prima stagione avrebbe adattato il primo dei tre racconti inclusi nella raccolta. Ad aprile 2023 è stato ufficialmente annunciato il progetto, con la prima stagione intitolata A Knight of The Seven Kingdoms: The Hedge Knight.

#### Aegon's Conquest
Il primo tentativo di proporre un prequel sulla Conquista di Aegon è stato fatto nell'estate del 2017 quando la HBO ha annunciato che erano state prese in considerazione cinque diverse proposte di prequel ma nessuna delle quali alla fine è stata approvata. Una riguardava la conquista di Aegon di Rand Ravich e Far Shariat. La loro sceneggiatura descriveva Aegon il Conquistatore come "un rozzo ubriaco" ed è stata una delle prime proposte rifiutate dalla HBO. Nell'aprile 2023 è stato riportato che un progetto sulla conquista di Aegon è in fase di discussione su HBO ma la conferma è arrivata il 9 febbraio 2024 quando è stato rivelato che lo sceneggiatore Mattson Tomlin è stato incaricato di dirigere il progetto.

#### Ten Thousand Ships
Inizialmente uno dei cinque progetti che avrebbero funto da successori alla serie madre, un concept venne progettato da Brian Helgeland ma presto ne venne sospesa la produzione, Tuttavia nel 2022, Martin ha annunciato che la serie, incentrata su Nymeria, è tornata in produzione. Le prime bozze della serie sono state curate da Amanda Segel.

### Serie animate
A marzo 2022, Martin ha confermato che HBO e HBO Max distribuiranno alcune serie animate ambientate nell'universo di Game of Thrones.

#### The Sea Snake
A marzo 2022, Martin ha confermato che Bruno Heller, il creatore e showrunner di Roma, ha curato la sceneggiatura dell'episodio pilota per la serie su Corlys Velaryon: la serie, inizialmente intitolata Nine Voyages, è stata successivamente ribattezzata The Sea Snake.

#### The Golden Empire
A marzo 2022, Martin ha confermato la realizzazione di una serie animata intitolata The Golden Empire, ambientata a Yi Ti.

### Spin-off cancellati

#### Bloodmoon
L'8 giugno 2018, HBO ha commissionato la realizzazione dell'episodio pilota della serie curata da Goldman, che vedeva lo stesso Martin come co-creatore. Tale serie è un prequel ambientato circa diecimila anni prima degli eventi di Game of Thrones. Inizialmente Martin propose The Long Night come titolo della serie, ma successivamente è stato scelto un altro titolo per la serie, Bloodmoon. S. J. Clarkson risulta essere regista e produttore esecutivo per le riprese dell'episodio pilota. Il cast include Naomi Watts, Josh Whitehouse, Toby Regbo, Ivanno Jeremiah, Georgie Henley, Naomi Ackie, Denise Gough, Jamie Campbell Bower, Sheila Atim, Alex Sharp, Miranda Richardson, Marquis Rodriguez, John Simm, Richard McCabe, John Heffernan, e Dixie Egerickx. Nel mese di settembre 2019, Martin ha confermato l'inizio della fase di post-produzione dell'episodio. Nell'ottobre 2019, HBO ha annunciato di non essere intenzionata a portare avanti la realizzazione della serie.

#### Empire of Ash
Nel luglio 2018 è stato rivelato che la serie prequel sviluppata da Max Borenstein ruota attorno al disastro di Valyria e il titolo della serie è Empire of Ash. Martin stesso aveva in passato fatto riferimento a questa serie definendola un prequel non ambientato a Westeros. L'idea di tale serie aveva visto già i primi sviluppi nel 2016, durante la messa in onda di Game of Thrones. La serie avrebbe dovuto raccontare gli eventi precedenti al disastro di Valyria, presentando anche le quaranta famiglie dei signori dei draghi, inclusa la casa Targaryen. HBO non ha ordinato la produzione di un episodio pilota per questa serie.
La rete ha analizzato le opere collettive di Martin e ha raccolto circa 15 possibili idee per i prequel. Dato che gli showrunner di Game of Thrones, Benioff e Weiss, avevano rifiutato di essere coinvolti in eventuali spin-off, HBO ha incontrato una vasta gamma di autori. Tra queste idee, ormai accantonate e cancellate, emersero:

#### Flea Bottom
Lo spin-off Flea Bottom avrebbe ruotato attorno al distretto più povero di Approdo del Re, ma nel 2021 il progetto è stato abbandonato. Flea Bottom era stato pensato come un labirinto di strade strette e vicoli bui, dove la sopravvivenza nelle strade è dura, un ambiente con bordelli a buon mercato, locande di basso livello e birrerie.

#### Seven Gods
Fu preso in considerazione un concept per una serie televisiva del mondo di Westeros basata sui Sette Dei. Avrebbe seguito le avventure di sette mortali mentre venivano adorati come dei ma il progetto venne presto abbandonato.

#### Snow
Il 17 giugno 2022, Variety confermò che la HBO avviò la pre-produzione per una serie spin-off di Game of Thrones con Jon Snow come protagonista, confermando il ritorno di Kit Harington nei panni del medesimo personaggio. La serie sarebbe stata un sequel ambientata alcuni anni dopo gli eventi del finale di Game of Thrones. In data 9 Aprile 2024, dopo due anni senza alcuna notizia della serie, lo stesso Kit Harington al Associated Press ha confermato che per la serie non sono previsti sviluppi.